# 花王製品一覧
花王製品一覧（かおうせいひんいちらん）は、花王のブランドで現在製造している、または過去に製造された商品を列挙した一覧である。

## フェイスケア・ボディケア製品
※印はニベア花王の商品。

### 現行商品
- ビオレ - ラインナップは詳細ページ参照。
- キュレル - 乾燥性敏感肌向けスキンケアブランド。素肌いたわりタオルとベースメイクを除き、従来はパッケージに「薬用」と「医薬部外品」の両方を表記していたが、「リップケアスティック」の発売を機に、既存製品のパッケージについては、法律上の分類名である「医薬部外品」のみの表記に変更。このため、ボディケアなどの一部製品については製品名から「薬用」の文字が無くなった（ただし、中身については従来通りである）。
  - 潤浸保湿 泡洗顔料【医薬部外品】 - 従来の「洗顔料」を改名。2012年9月に泡持ちの向上と内容量を増量（110ml→150ml）を行いリニューアル。2013年1月につめかえ用を追加発売。2020年春にパッケージデザインが変更され、「泡洗顔料」から製品名が変更された（自然切替）。
  - 皮脂トラブルケア 泡洗顔料【医薬部外品】 - 2012年3月発売。2014年6月につめかえ用を追加発売した。2016年6月にパッケージリニューアル。
  - 潤浸保湿 ジェルメイク落とし【医薬部外品】 - 従来の「メイク落とし」を改名。2019年6月にリニューアル。2020年夏にパッケージデザインが変更され、「ジェルメイク落とし」から製品名を変更。その際、外箱に記載の"ジェル"を大きめにして下線を入れることで「オイルメイク落とし」との区別をつけるようにした。
  - 潤浸保湿 オイルメイク落とし【医薬部外品】 - 2018年4月発売。2020年夏にパッケージデザインが変更され、「オイルメイク落とし」から製品名を変更。その際、外箱に記載の"オイル"を大きめにして下線を入れることで「ジェルメイク落とし」との区別をつけるようにした。
  - ディープモイスチャースプレー【医薬部外品】 - 2020年4月（一部ECサイトでは同年2月先行）発売。顔・からだ用ミスト状化粧水。60g・150g・250gの3サイズが設定される。
  - 潤浸保湿 化粧水【医薬部外品】 - 2008年10月に「化粧水I」を追加発売すると共に、既存アイテムを改名（「化粧水」→「化粧水III」、「化粧水 さっぱりタイプ」→「化粧水II」）。2020年夏にパッケージデザインが変更され、「化粧水」から製品名が変更された（自然切替）。
  - 潤浸保湿 乳液【医薬部外品】 - 2008年10月にリニューアル。2020年夏にパッケージデザインが変更され、「乳液」から製品名が変更された（自然切替）。
  - 潤浸保湿 フェイスクリーム【医薬部外品】 - 2008年10月に従来の「フェイスクリーム エフェクティブ」からリニューアルされ、「潤浸保湿クリーム」に製品名を変更。2011年夏に現在の製品名となった。2020年夏にパッケージデザインが変更された（自然切替）。
  - 潤浸保湿 モイストリペア アイクリーム【医薬部外品】 - 2020年9月発売。目もと用クリーム。
  - 潤浸保湿 フェイスケアセット【医薬部外品】 - 2017年2月に従来の「フェイスケアトライアルキット」を改名・リニューアル。セットされていたジェルメイク落としと泡洗顔料が省かれ、「II（しっとり）」は化粧水と乳液、「III（とてもしっとり）」は化粧水と潤浸保湿クリームのセットとなり、外装は紙箱からチャック付袋となった。「II しっとり」は2020年秋、「III とてもしっとり」は2021年初春に順次パッケージデザインが変更され、「潤浸保湿 ミニセット」から製品名が変更された（自然切替）。
  - 皮脂トラブルケア 化粧水【医薬部外品】 - 2012年3月発売、2016年6月にパッケージリニューアル。
  - 皮脂トラブルケア 保湿ジェル【医薬部外品】 - 2012年3月発売。美容液。2016年6月にパッケージリニューアル。
  - 皮脂トラブルケア フェイスケアセット【医薬部外品】 - 2017年2月に従来の「皮脂トラブルケアトライアルキット（2012年3月発売）」を改名・リニューアル。セットされていた泡洗顔料が省かれて化粧水と保湿ジェルのセットとなり、外装は紙箱からチャック付袋となった。2020年夏にパッケージデザインが変更され、「皮脂トラブルケア ミニセット」から製品名が変更された（自然切替）。
  - 美白ケア 化粧水【医薬部外品】 - 2009年4月発売。使用感により3タイプが設定されている。2020年初夏にパッケージデザインが変更され、「美白化粧水」から改名された（自然切替）。
  - 美白ケア 乳液【医薬部外品】 - 2009年4月発売。2020年初夏にパッケージデザインが変更され、「美白乳液」から改名された（自然切替）。
  - 美白ケア クリーム【医薬部外品】 - 2009年4月発売。2020年初夏にパッケージデザインが変更され、「美白クリーム」から改名された（自然切替）。
  - 美白ケア フェイスケアセット【医薬部外品】 - 2017年2月に従来の「美白トライアルキット（2009年4月発売）」を改名・リニューアル。セットされていた美白美容液と日は美白UVミルクが省かれ、美白化粧水と美白乳液のセットとなり、外装は紙箱からチャック付袋に変更。ラインナップは「II（しっとり）」のみとなった（2012年2月のリニューアル時に追加された「III（とてもしっとり）」は「美白ミニセット」へ移行することなく2017年3月で製造終了）。2020年夏にパッケージデザインが変更（自然切替）され、「美白ミニセット」から製品名が変更された。
  - エイジングケアシリーズ 化粧水【医薬部外品】 - 2017年9月発売。2020年初夏にパッケージデザインが変更された（自然切替）。
  - エイジングケアシリーズ ジェルクリーム（しっとり）【医薬部外品】 - 2017年9月発売。2020年夏にパッケージデザインが変更された（自然切替）。
  - エイジングケアシリーズ クリーム（とてもしっとり）【医薬部外品】 - 2017年9月発売。2021年初春にパッケージデザインが変更された（自然切替）。
  - エイジングケアシリーズ フェイスケアセット【医薬部外品】 - 2017年9月発売。化粧水とクリーム（とてもしっとり）のミニサイズをチャック付袋に封入したセット品。2020年冬にパッケージデザインが変更され、「エイジングケアシリーズ ミニセット」から製品名が変更された（自然切替）。
  - 潤浸保湿 モイストリペア シートマスク【医薬部外品】 - 2021年9月（一部ECサイトでは同年7月先行）発売。
  - 潤浸保湿 美容液【医薬部外品】 - 2013年9月発売。顔全体用の美容液。2020年春にパッケージデザインが変更された（自然切替）。
  - 美白ケア 美容液【医薬部外品】 - 2009年4月発売。2020年初夏にパッケージデザインが変更され、「美白美容液」から製品名が変更された。
  - 潤浸保湿 UVミルク【医薬部外品】（SPF30/PA++） - 乳液タイプの顔用日やけ止め。2013年2月のリニューアル時にオレンジのラインが入った「UVカット」シリーズへ移行し、SPF値をアップ（SPF25→SPF30）。2021年2月に化粧下地機能と保湿効果を向上してリニューアルされ、「UVミルク」から製品名を変更。外装を紙箱に変更した。
  - 潤浸保湿 UVクリーム【医薬部外品】（SPF30/PA++） - クリームタイプの顔用日やけ止め。2013年2月のリニューアル時にオレンジのラインが入った「UVカット」シリーズへ移行し、SPF値をアップ（SPF25→SPF30）。2021年2月に化粧下地機能と保湿効果を向上してリニューアルされ、「UVクリーム」から製品名を変更。外装を紙箱に変更した。
  - ベースメイク BBミルク（SPF24/PA++） - 2021年4月に「BBミルク（2014年4月に「潤浸保湿ベースメイク 化粧下地」と「リキッドファンデーション スキンケアベース」を一体化した製品として発売）」をリニューアル。色味の仕上がりが見直され、色持ちを向上。外装は紙箱に変更された。「自然な肌色」と「明るい肌色」の2色。
  - ベースメイク BBクリーム（SPF30/PA+++） - 2021年4月に「BBクリーム（2014年4月に「潤浸保湿ベースメイク クリームファンデーション」の後継製品として発売）」をリニューアル。色味の仕上がりが見直され、メイク機能を向上。SPF値・PA値がアップされ（SPF28/PA++ → SPF30/PA+++）、外装は紙箱に変更された。「自然な肌色」と「明るい肌色」の2色。
  - ベースメイク しっとり肌パウダーファンデーション（SPF16/PA++） - 2021年4月に「パウダーファンデーション」を全面リニューアル。タイプが「パウダーファンデーション」のルース（粉状）からプレストに、外装が紙箱にそれぞれ変更された。「自然な肌色」と「明るい肌色」の2色。
  - ベースメイク 透明感パウダー - ルース（粒状）・透明タイプのおしろい。2014年4月に従来の「潤浸保湿ベースメイク フェイスパウダー」を全面リニューアルして「透明感パウダー」として発売。2021年4月に化粧もちを向上し、外装を紙箱に変更してリニューアルされ、再改名された。
  - リップケアクリーム【医薬部外品】 - 2010年8月発売。スティックタイプのリップクリーム。2019年夏にパッケージデザインが変更された（自然切替）。
  - リップケアクリーム ほんのり色づくタイプ - 2015年9月発売。ほんのり色づきタイプのリップクリーム。2019年夏にパッケージデザインが変更された（自然切替）。
  - リップケアバーム【医薬部外品】 - 2019年8月（一部ECサイトは7月に先行、一部店舗は同年7月最終週）発売。リップバーム。
  - 泡ボディウォッシュ【医薬部外品】 - 2014年9月発売。2021年初春にパッケージデザインが変更され、ピンクの丸の「泡」アイコンを付け、液体タイプの「ボディウォッシュ」と区別するようにした（自然切替）。
  - ボディウォッシュ【医薬部外品】 - 2008年9月のリニューアル時に「薬用全身洗浄料」から改名。2014年9月のリニューアル時に本体の内容量が減容（440ml→420ml）された。2019年8月（一部店舗は同年7月最終週）にリニューアルが行われ、つめかえ用は内容量を減容（380ml→340ml）するとともに「ラクラクecoパック」に変更。本体もパッケージデザインが変更された。2021年初春にパッケージデザインが変更され、青緑の雫形の「液体タイプ」のアイコンを付け、泡タイプの「泡ボディウォッシュ」と区別するようにした（自然切替）。
  - スキンケアシート【医薬部外品】 - 汗ふきシート。2021年12月製造終了予定。
  - 泡ハンドウォッシュ【医薬部外品】 - 2011年1月発売。泡タイプのハンドソープ。
  - ハンドクリーム【医薬部外品】 - 2008年9月発売。2017年9月のパッケージリニューアル時に外装が紙箱から袋となり、内容量を減容（55g→50g）。2020年春にパッケージデザインが再度変更された（自然切替）。
  - モイスチャーバーム【医薬部外品】 - 2018年9月発売。
  - クリーム【医薬部外品】 - 発売当初よりチューブ（35g）とジャー（90g）の2種類が発売されてきたが、2018年10月にチューブが製造終了となった為、ジャーのみの設定となる。
  - ローション【医薬部外品】
  - ジェルローション【医薬部外品】 - 2016年4月発売。ジェルタイプのローション。
  - UVカット デイバリアUVローション【医薬部外品】（SPF50+/PA+++） - 2013年2月発売。ローションタイプの顔・からだ用日やけ止め。2021年2月に肌の保護と汚れ（ちり・花粉など）付着防止効果を持つ「デイバリアテクノロジー」の採用と保湿効果を向上してリニューアルされ、「UVローション SPF50+」から製品名が変更された。
  - UVカット UVエッセンス【医薬部外品】（SPF30/PA+++） - 2017年2月発売。ウォーターベースの顔・からだ用日焼け止め。2021年2月に保湿効果を向上してリニューアルされ、「UVエッセンス」から製品名が変更された。
  - ボディウォッシュ&ローション ミニセット【医薬部外品】 - 2010年9月発売。ボディウォッシュとローションのミニサイズを封入した携帯用セット。2019年8月（一部店舗は同年7月最終週）にリニューアルされ、パッケージデザインが変更された。
- ニベア※
  - クリアビューティー
    - 弱酸性泡洗顔 - 2021年9月に「クリームケア 弱酸性泡洗顔」として発売。つめかえ用も設定されている。2023年3月に製品名を「クリアビューティー 弱酸性泡洗顔 もっちり美肌」に改名してパッケージデザインを変更するとともに、リンゴ酸とラウリン酸ポリグリセリル-10が配合された「皮脂すっきり」が追加発売され、2種類となった。
    - 洗顔料 - 2017年9月に「クリームケア 洗顔料」として発売。発売当初は「しっとり」と「とてもしっとり」の2種類だったが、2018年4月に「ブライトアップ」と「リフレッシュ」が追加発売。2019年10月に「しっとり」・「とてもしっとり」・「ブライトアップ」の3種類のパッケージデザインを変更するリニューアルを行うと同時に、「リフレッシュ」に替わって「リッチバウンス」が発売された。2021年9月に「とてもしっとり」に保湿成分のコラーゲンを追加配合するとともともに、「しっとり」と「ブライトアップ」も「とてもしっとり」と同じパッケージデザインに変更してリニューアルされた。なお、「リッチバウンス」は「とてもしっとり」へ統合のため、2021年9月に製造を終了した。2023年春に「NIVEA」ロゴの変更を伴うパッケージデザインの変更を実施して「クリアビューティ 洗顔料」へ改名するとともに、「とてもしっとり」は「とてもしっとり美肌」、「しっとり」は「なめらかキメ素肌」、「ブライトアップ」は「くすみクリア美肌」にそれぞれタイプ名称が変更された。

  - クレンジングオイル
    - ビューティースキン - 2021年4月発売。「ニベア」単体のブランドでは初となるオイルタイプのメイク落とし。つめかえ用も設定されている。つめかえ用は2022年春にパッケージデザインが変更された。
    - ディープクリア - 2022年3月発売。「ビューティースキン」に配合されている「毛穴・角栓クリア成分」に水添ポリイソブテンを追加して「毛穴・角栓クリアEX成分」に強化し、美容オイルを「ビューティースキン」に配合されているアルガンオイル（アルガニアスピノサ核油）からローズヒップ油（カニナバラ果実油）に差し替えた製品。2023年7月に「NIVEA」のロゴデザイン変更に伴うパッケージデザインを変更してリニューアルされた。

  - ディープモイスチャー
    - リップ【医薬部外品】（SPF26/PA++） - 2010年8月発売。高保湿タイプのリップクリーム。2012年8月に「ニベアリップケア ディープモイスチャー」から製品名を変更。2014年8月のパッケージリニューアルで「NIVEA」ロゴを変更。2015年8月のリニューアルで紫外線カット値が向上（SPF16/PA+ → SPF20/PA++）された。2017年夏にパッケージ仕様をプラスチック包装から台紙とプラスチック製フィルムを組み合わせた包装に変更された。2018年8月に既存の無香料、はちみつの香り、オリーブ&レモンの香り（2012年8月発売）のSPF値を向上（SPF20 → SPF26）するリニューアルを行うとともに、バニラ&マカダミアの香りが追加発売され、4種類となった。
    - リップ メルティタイプ【医薬部外品】（SPF26/PA++） - 2022年7月発売。塗った瞬間にクリームがオイル状に変化する「高保水型メルティ処方」を採用したタイプ。発売当初はは無香料とはちみつの香りの2種類だったが、2023年7月にオリーブ&レモンの香りとバニラ&マカダミアの香りが追加発売され、4種類となった。
    - ナイトプロテクト【医薬部外品】 - 2019年8月発売。バームタイプのリップクリーム。2019年7月で製造を終了した「クリームケア リップバーム」の後継製品。ラインナップは無香料とはちみつの香りの2種類となった。

  - ロイヤルブルー
    - リップ【医薬部外品】 - 2020年9月発売。「しっとりなめらかタイプ」と「しっとりもっちりタイプ」の2種類。
    - リップ 濃密美容ケア【医薬部外品】 - 2021年9月発売。チューブ入り・美容液タイプのリップクリーム。
    - ボディミルク 美容ケア【医薬部外品】 - 2020年9月発売。ボディ用乳液（外箱付包装）。
    - ボディミルク 乾燥トラブルケア【医薬部外品】 - 2020年9月発売。ボディ用乳液（外箱付包装）。
    - ボディミルク うるおい密封ケア【医薬部外品】 - 2022年9月発売。ジャータイプのボディ用クリーム（外箱付包装）。

  - モイスチャーリップ【医薬部外品】 - 濃厚保湿・ノンメントールタイプのリップクリーム。無香料、ビタミンE（微香性タイプ）、UV（SPF20/PA++）の3タイプがある。2012年8月に「ニベアリップケア ベーシックシリーズ」をリニューアル。また、2014年8月に「NIVEA」ロゴの変更に合わせてパッケージデザインをリニューアルした。
    - ウォータータイプ【医薬部外品】（SPF20/PA++） - リップクリーム。無香料とモイスチャーリッチ（フルーティハニーの香り）の2種類。2012年8月に「ニベアリップケア ウォータリングリップ」の薬用ラインをリニューアルし改名。また、2014年8月に「NIVEA」ロゴの変更に合わせてパッケージデザインをリニューアルした。

  - リッチケア&カラーリップ（SPF20/PA++） - 2016年8月発売。色つきタイプのリップクリーム。発売当初は「シアーレッド」、「フレンチピンク」、「スモーキーローズ」の3色だったが、2017年8月に「ボルドー」、2018年8月に「ラズベリーピンク」、2019年8月に「グロッシーベージュ」、2020年8月（一部店舗は同年7月最終週）に「カメリアピンク」と「コーラルレッド」、2023年7月に「ルビーレッド」と「チェリーブラウン」が順次発売された。なお、「カメリアピンク」と「コーラルレッド」の発売と同時に既存の6色もパッケージデザインを変更するリニューアルが行われた。また、「ルビーレッド」・「チェリーブラウン」と入れ替えで「グロッシーベージュ」・「カメリアピンク」は2023年9月末をもって製造終了予定である。
  - モイストピュアカラーリップ（SPF20/PA++） - 2014年8月に「ナチュラルカラーリップ ブライトアップ」として発売。色つきタイプのリップクリーム。「チェリーレッド」、「アプリコットピンク（2016年8月発売）」、「ピンクベージュ」の3色。2020年8月（一部店舗は同年7月最終週）にパッケージデザインを変更してリニューアルされ、製品名が変更された。なお、「ナチュラルカラーリップ ブライトアップ」に発売当初から設定されていた「スウィートピンク」は2016年7月をもって製造を終了しており、「ピンクベージュ」も2023年9月末をもって製造終了予定である。
  - フレーバーリップ デリシャスドロップ（SPF11） - 2013年8月発売。リップクリーム。2015年8月にピーチの香り（バニラの香りのアクセント）をパッケージリニューアルし、アップルの香り（バニラの香りのアクセント）を発売。なお、イチゴの香り（チョコの香りのアクセント）、ラ・フランスの香り（バニラの香りのアクセント）はパッケージリニューアルを受けずに2015年9月に、グレープフルーツの香りも2017年9月に順次製造が終了された。
  - クリームケア
    - ボディウォッシュ - つめかえ用も設定されている。2015年9月に「ボディウォッシュ エクストラタッチ」を全面刷新。「ニベアクリーム」の保湿成分であるグリセリンとラノリンアルコールを配合。パッケージも白からニベアのブランドカラーである青に変更された。香りは当初、「ボディウォッシュ エクストラタッチ」の香りを引き継ぎ、「ヨーロピアンホワイトソープの香り」、「フレンチガーデンローズの香り」、「パリスリッチパルファンの香り（2014年9月発売）」の3種類だったが、2016年9月に「イタリアンプレミアムハニーの香り」が追加発売。2017年9月にシアバターとポリクオタニウム-7で構成された「シアバターs」を配合するリニューアルが行われた。2019年10月に「ブリティッシュロイヤルリリーの香り」が追加発売され、5種類となった。2021年9月に保湿成分のジグリセリンを加え、グリセリンとの「ボディミルク成分」に変更してリニューアルされた。
    - ボディウォッシュ W保水美肌 - 2023年7月にマツキヨココカラ&カンパニー店舗（マツモトキヨシ・ココカラファイン）での先行発売を経て、同年9月より発売。ヒアルロン酸とコラーゲンが配合された白のパッケージ。香りは「リラクシングソープの香り」と「フローラルブーケの香り」の2種類。

  - エンジェルスキン ボディウォッシュ - 2019年4月発売。つめかえ用も設定されている。2022年10月に「フラワー&ピーチの香り」の香りとパッケージデザインを刷新してリニューアルされ、「ピーチ&フルーティーの香り」に改名するとともに、「サボン&ブーケの香り」と「カシス&ハーブの香り」も同年秋にパッケージデザインが変更された（自然切替）。
  - ニベアクリーム
  - ニベアソフト スキンケアクリーム
  - スキンミルク
    - さっぱり - 乾燥肌～普通肌向けボディ用乳液。2009年9月のリニューアル時に「ニベアボディ ボディミルク さっぱり」から製品名を変更。2014年9月のリニューアル時にボトルの形状が変更されるとともに、120gの製造を終了し、200gのみのラインナップとなった。2018年9月に浸透型ヒアルロン酸とアルギニンを追加配合してリニューアルされ、ボトルの色が白から青に変更された。
    - しっとり - 超乾燥肌～乾燥肌向けボディ用乳液。2009年9月のリニューアル時に「ニベアボディ ボディミルク」から製品名が変更され、2014年9月のリニューアル時にボトルの形状が変更された。2018年9月に浸透型ヒアルロン酸とアルギニンを追加配合してリニューアルされた。2023年9月にボトル入りの1.75倍の容量とした350g入りのポンプタイプとポンプタイプ専用のつめかえ用が追加発売された。
    - クリーミィ - 乾燥肌向けボディ用乳液。元々は「ニベアボディ クリーミィミルク」として発売されていたが、2009年9月のリニューアル時に「クリーミィボディミルク」に改名され、2014年9月のリニューアル時にボトル形状が変更されるとともに、再度改名された。2018年9月に浸透型ヒアルロン酸とアルギニンを追加配合してリニューアルされ、ボトルの色が薄紫から青に変更された。

  - マシュマロケア ボディミルク【医薬部外品】 - 2017年9月発売。普通肌向けボディ用乳液。「ヒーリングシトラスの香り」と「シルキーフラワーの香り」の2種類。
  - プレミアムボディミルク
    - モイスチャー - 超乾燥肌向けボディ用乳液。2019年8月に「プレミアムボディミルク（2011年9月発売）」を改名・リニューアル。2014年9月のリニューアル時に配合されたGG（グリセリルグルコシド）にグリセリンとグリコーゲンを加えた「プレミアムグロウライン成分」に強化され、ボトルの形状が変更された。
    - エンリッチ - 超乾燥肌向けボディ用乳液。2019年8月に「プレミアムボディミルク アドバンス（2012年9月発売）」を改名・リニューアル。2014年9月のリニューアル時に配合されたGG（グリセリルグルコシド）にグリセリンとグリコーゲンを加えた「プレミアムグロウライン成分」に強化。また、外箱が省かれ、ボトル形状が変更され、内容量が減容された（200g→190g）。
    - ホワイトニング【医薬部外品】 - 美白タイプの乾燥肌～普通肌向けボディ用乳液。2019年8月に「リフレッシュプラス ホワイトニングボディミルク（2016年3月発売）」を「プレミアムボディミルク」シリーズへ移行し、改名・リニューアル。GG（グリセシルグルコシド）・グリセリン・グリコーゲンで構成された「プレミアムグロウライン成分」が配合されて乾燥肌にも対応した処方となったほか、ボトルの色を白から薄紫に変更して形状も変更され、内容量も変更された（150ml→190g）。
    - リペア【医薬部外品】 - 超乾燥肌向けボディ用乳液。2019年8月に「薬用エクストラリペアボディミルク（2015年9月発売）」を「プレミアムボディミルク」シリーズへ移行し、改名・リニューアル。外箱が省かれ、ボトルの色を白から薄紫に変更して形状も変更され、内容量が減容された（200g→190g）。なお、中身は従来の「薬用エクストラリペアボディミルク」と同一である。

  - UV（日やけ止め） - 2021年2月に「ディープ プロテクト&ケア」の発売に合わせ、「ウォータージェル」シリーズと「プロテクトウォーターミルク マイルド」のパッケージデザインが変更され、「ニベアサン」から「ニベアUV」へブランド移行された。
    - 薬用ジェル【医薬部外品】（SPF35/PA+++） - 2023年2月発売。消炎剤（グリチルリチン酸ジカリウム）配合の顔・からだ用。
    - 薬用エッセンス【医薬部外品】（SPF35/PA+++） - 2023年2月発売。消炎剤（グリチルリチン酸ジカリウム）配合の顔・からだ用。
    - ディープ プロテクト&ケア（SPF50+/PA++++） - 2021年2月発売。顔・からだ用。ボトル入りの「ジェル」とチューブ入りの「エッセンス」の2剤形が用意される。2023年2月には「エッセンス」にメイクアップ効果を付与した「トーンアップエッセンス」が追加発売された。
    - ウォータージェル SPF35（SPF35/PA+++） - ジェルタイプの顔・からだ用。ボトルタイプ（80g）だけでなく、ポンプタイプ（140g）とつめかえ用（125g）も設定されている。2015年2月のリニューアル時にSPF値をアップ（SPF33→SPF35）。2018年2月のリニューアル時にボトルの色を白からラベンダーに変更され、「プロテクトウォータージェル SPF35」から製品名を改名。2019年2月に処方改良するリニューアルが行われた。2023年2月末をもってボトルタイプとつめかえ用の製造を終了し、ポンプタイプのみに集約予定。
    - ウォータージェル SPF50（SPF50/PA+++） - 2013年2月に既存の「ウォータージェル SPF35」のSPF値を高めたジェルタイプの顔・からだ用。2015年2月のリニューアル時にポンプタイプ（140g）とつめかえ用（125g）を追加発売。2018年2月のリニューアル時にパッケージデザインが変更（ボトルの色を白からラベンダーに変更）され、「プロテクトウォータージェル SPF50」から製品名を変更。
    - ウォータージェル こども用（SPF28/PA++） - 2012年2月発売。「ウォータージェル」の子供用（顔・からだ用）。「プロテクトベビーミルク」の後継製品となる。2019年2月のリニューアル時にパッケージデザインが変更（ボトルの色をパステルイエローからライトブルーに変更）され、「プロテクトウォータージェル こども用」から製品名を変更。
    - プロテクトウォーターミルク マイルド（SPF50+/PA+++） - 2012年2月発売。乳液タイプの顔・からだ用。2015年2月にパッケージリニューアル。

  - デオ【医薬部外品】 - 「ニベア」ブランドでは後述する「ニベアデオドラント」以来となる制汗デオドラント。
    - ロールオン - 2019年2月発売。パウダー入りのため、振ってから使用する。無香料とホワイトソープの香りの2種類が設定される。発売当初は「デオドラントアプローチ ロールオン」の製品名だったが、2021年秋よりパッケージデザインと製品名が変更となり、ボトルとキャップの色が青から白に変更された（自然切替）。
    - スティック - 2019年2月発売。無香料とホワイトソープの香りの2種類が設定される。発売当初は「デオドラントアプローチ スティック」の製品名だったが、2021年秋よりパッケージデザインと製品名が変更となり、ボトルとキャップの色が青から白に変更された（自然切替）。2023年9月末製造終了予定
    - プロテクト&ケア スプレー - 2021年2月発売。ロック機構を備えたスプレータイプ（エアゾール式）。「フレグランスフリー」、「プレシャスサボンの香り」、「ラグジュアリーフローラルの香り」の3種類。
- 花王石鹸ホワイト - 1970年発売。「クリームみたいなせっけん」のキャッチコピーで知られる。現行品はマレーシアで製造されている。発売当初、香りは1種類のみだったが、2008年3月のリニューアル時に「アロマティック・ローズの香り」を、2015年4月に「リフレッシュ・シトラスの香り」が順次発売され3種類となった。3種類共通で普通サイズ（85g）とバスサイズ（130g）の2サイズが設定されているが、普通サイズは3コパックと6コ箱のみで、3コパックはレギュラーと「アロマティック・ローズの香り」のみの設定。バスサイズは「アロマティック・ローズの香り」と「リフレッシュ・シトラスの香り」は3コパックのみの設定で、レギュラーは3個パックに加え、バラ包装（1コ）と6コ箱も設定される。2018年初夏にパッケージデザインがリニューアルされた。
- アトリックス※
  - ハンドジェル - さらさらタイプ。50gチューブのみの設定。「ハンドクリーム」同様、2018年9月に「ハンドミルク 無香料」に準じたパッケージデザインに変更された。
  - ハンドクリーム【医薬部外品】 - しっとりタイプ。50gチューブと178g缶の2容量がある。2018年9月に「ハンドミルク 無香料」に準じたパッケージデザインに変更された。
  - ハンドミルク 無香料 - 2016年9月発売。洗い流すタイプの手肌用乳液。2017年9月につめかえ用が追加発売され、「無香料」の香調名が付記された。
  - ハンドミルキーローション - 2023年9月発売。ポンプタイプのハンドケアローション。
  - ビューティーチャージ - 2008年9月発売。チューブ入りハンドクリーム（美容液成分配合）。2010年9月のリニューアル時に従来の無香料に加え、ハニーミルクの香りを追加。2012年9月にピーチティーの香りが追加され、2015年9月のリニューアル時にローズ&ベリーの香りを追加。2017年9月にハニーミルクの香りを製造終了する替わりに、はちみつ&ゆずの香りを追加。2018年9月のリニューアル時にパッケージデザインを変更し、2021年9月にリニューアル。従来の「浸透型ヒアルロン酸EX」のグリセリン誘導体をグリセリンに変え、コラーゲンをプラスして「浸透型ヒアルロン酸コラーゲンEX」へ強化するとともに、グリセリン誘導体（PEG/PPG/ポリブチレングリコール-8/5/3グリセリン）にアボカドオイル、シア脂、ワセリンを組み合わせた「アボカドオイルEX」を追加配合。香りもローズ&ベリーの香りの製造を終了する替わりに、アンバーローズの香りが新たに発売された。
  - ビューティーチャージ ナイトスペリア - 2013年9月発売。ジャー入りハンドクリーム（美容液成分配合）。2015年9月のリニューアル時にカプセルにパンテノールを追加配合。2018年9月のリニューアル時にパッケージデザインを変更。2021年9月にリニューアル。グリセリンにヒアルロン酸とコラーゲンをプラスして「浸透型ヒアルロン酸コラーゲンEX」に、シア脂にアボカドオイル、ワセリン、グリセリン誘導体（PEG/PPG/ポリブチレングリコール-8/5/3グリセリン）をプラスして「アボカドオイルEX」にそれぞれ処方が強化され、パッケージデザインも変更された。
  - ビューティーチャージ プレミアム 瞬感つや美肌（SPF20/PA+） - 2019年8月に「プレミアムハンドクリーム」として発売。光拡散パウダーとUVカット成分が配合された桜色のクリーム。2020年夏に「ビューティーチャージ」シリーズへ移行してリニューアル（自然切替）され、パッケージデザインを変更して「ビューティーチャージ プレミアム 無香料」へ改名。同年9月に「桜の香り」が発売された。2022年9月にトーンアップパウダーを追加配合し、クリームの改良を行いリニューアルされ、再度製品名が変更された。
  - ビューティーチャージ プレミアム ふっくら美肌【医薬部外品】 - 2021年9月に「ビューティーチャージ プレミアム ふっくらケア」として発売。尿素とグリチルレチン酸ステアリルを配合した薬用ハンドクリーム。2022年9月にパッケージデザインと製品名を変更してリニューアルした。
  - メディケイテッド クリーム【医薬部外品】 - ハンドクリーム（有効成分としてグリチルレチン酸ステアリル、酢酸トコフェロール(ビタミンE)を配合）。50gチューブと100gジャーの2容量がある。2020年夏にパッケージデザインが変更され、「メディケイテッド」から製品名が変更された（自然切替）。
  - メディケイテッド エクストラクリーム【医薬部外品】 - 2011年9月に「エクストラ プロテクション」として発売。ハンドクリーム（有効成分としてアラントインと酢酸DL-α-トコフェロール(ビタミンE)配合）。2014年9月のリニューアル時に撥水効果を向上。2020年夏に「メディケイテッド」シリーズへ移行してリニューアル（自然切替）され、パッケージデザインと製品名が変更された。
  - メディケイテッド ポイント集中ケア【医薬部外品】 - 2018年9月に「エクストラ ポイント集中ケア」として発売。ハンドクリーム（有効成分としてアラントイン、酢酸DL-α-トコフェロール(酢酸トコフェロール)、D-パントテニルアルコール(パンテノール)配合）。指先などのポイントケア用。2020年夏に「メディケイテッド」シリーズへ移行してリニューアル（自然切替）され、パッケージデザインと製品名が変更された。
  - 尿素10%クリーム【指定医薬部外品】 - ハンドクリーム（尿素10%とトコフェロール酢酸エステル配合）。60gチューブのみの設定。指定医薬部外品のため、チューブ上部のポップシールの裏側に使用上の注意等が記載されている。2012年9月にパッケージリニューアルした。（製造販売元：東光薬品工業）
- 8×4※ - ラインナップは詳細記事を参照。
- メリーズ - ラインナップは詳細記事を参照。

### 製造終了品
※ビオレ、8×4（エイト・フォー）、花王石鹸の製造終了品はそれぞれの詳細記事を参照。また、ニベアの製造終了品はスペースの関係上一部割愛している。
- カリテ - 花王では最初のセルフ販売方式の基礎化粧品。ラインナップはここでは割愛。下記「キュレル」へ継承される形で販売終了。
- キュレル
  - アイゾーン美容液【医薬部外品】 - ジェルタイプの目もと用美容液。2020年9月製造終了。
  - リキッドファンデーション スキンケアベース（SPF20／PA++） - 「潤浸保湿ベースメイク」ラインの立ち上げに伴い、2009年9月で製造終了。
  - 潤浸保湿ベースメイク - ベースメイクシリーズのラインナップ刷新に伴い、2014年4月製造終了。
    - 化粧下地（SPF10/PA+） - うるおい成分「潤浸保湿セラミド機能成分」を配合した化粧下地。
    - クリームファンデーション（SPF20/PA++） - クリームタイプのファンデーション。
    - パウダーファンデーション（SPF20/PA++） - パウダータイプのファンデーション。セット品がないため、最初は専用ケース（スポンジ付）とレフィルを一緒に購入する必要があった。
    - スポンジ（パウダーファンデーション専用） - 「パウダーファンデーション」専用の交換用スポンジ。
    - フェイスパウダー（おしろい） - おしろい
    - パフ（フェイスパウダー専用） - 「フェイスパウダー」専用の交換用パフ。

  - パウダーファンデーション（SPF23/PA++） - 2014年4月に従来の「潤浸保湿ベースメイク パウダーファンデーション」を全面リニューアル。従来は最初に購入するときに専用ケースとレフィルを一緒に購入する必要があったが、本品だけで使用可能となった。また、スポンジからパフに変更となり、カラーも従来の5色（オークル系3色・ベージュオークル系2色）から「自然な肌色」と「明るい肌色」の2色に再編した。「ベースメイク しっとり肌パウダーファンデーション」の発売に伴い、2021年4月に製造終了。
  - 美白UVミルク【医薬部外品】（SPF30/PA++） - 乳液タイプの顔用日やけ止め。2017年3月製造終了。
  - UVローション SPF30【医薬部外品】（SPF30/PA++） - 乳液タイプの顔・からだ用日やけ止め。「UVエッセンス」へ継承のため、2017年3月製造終了。
  - 素肌いたわりタオル - 洗浄用ボディタオル。2019年4月製造終了。
- 花王スポンジタオル→現・ビオレu みるみる泡立つボディタオル
- 花王ボディスポンジ
- セナー
  - スキンクリーム - 角質層保護成分を配合した、カサカサ肌をツルツルにするスキンクリーム。無香料タイプは遅れて発売された。
  - ミルキィローション - 全身用乳液
  - フェイスセナーローション - 角質層保護成分を配合した、化粧水と乳液が一本化した製品
- ガード【医薬部外品】
  - 薬用ハンドソープ
  - 薬用石鹸
  - アルコール配合ハンドジェル
- 花王ハーブス
- 摘みたてハーブ
- ソレアコローション（全身薬用ローション）【医薬部外品】※
- 花王パート（クリーム状石鹸）
- 花王壺いパート
- オリーブ水石鹸
- 手洗水石鹸
- チューブ入花王石鹸
- 花王ホワイトボディウォッシュ
- 花王ホワイト薬用ハンドウォッシュ【医薬部外品】
- ジャーゲンズ ブリリアンス - 「ジャーゲンズ（JERGENS）」は1901年にアメリカ合衆国のオハイオ州で誕生したボディケアのブランドで、1988年に花王グループでの展開を開始し、アメリカ合衆国を中心に世界41の国と地域で展開されている。2018年9月に日本で「ブリリアンス」の発売が開始された。ラインナップは発売当初、ポンプ式のローションタイプ「ハローラブリー」、「シャインユアライト」、「トゥルーリーラディアント」の3種類だったが、2019年6月（一部ECサイトは同年7月）にチューブ入りのクリームタイプ「トーンブライトニング」と「スキンイルミネーティング」が追加発売された。全品台湾製である。一部の店舗やECサイトでの販売だった。2020年12月をもって全製品の製造を終了し、わずか2年3ヶ月でブランド終息となった。
- ベビーケア
- Gym【医薬部外品】※ - 男性用デオドラント。「8×4 For MEN」へ継承
  - Gymクールウォーター※
- シャインフローネ※ - ティーン向けデオドラント・フレグランス・ポイントメイクブランド。ラインナップはここでは割愛。一部【医薬部外品】に該当する製品がある。
- リマーラ※ - スプレーコロン。フロンガス規制により販売終了。
- リベーヌ※ - ニベア花王が最初に発売した基礎化粧品。セルフ販売方式を採用、主に総合スーパーのセルフ化粧品売場にて販売されていた。発売当初は文字「LIBENE」のみのシンプルなロゴであったが、後に四葉マークが制定され、文字部分もそれに合うよう新ロゴとなった。
  - リベーヌナチュール※ - 天然保湿成分配合
  - リベーヌナチュールホワイト※ - 美白成分配合
  - リベーヌナチュールα※ - 末期の製品。この製品が発売された頃、既に花王本体でセルフ化粧品「カリテ」が発売されていたこともあり、最終的に本ポジションはそれに引き継がれた。
- アゼア【医薬部外品】※ - 薬用スキンクリーム。ビタミンE・Aを配合しており、それが商品名「azea」の由来にもなっている。後にローションも発売。生産完了後暫く本ポジションの製品は発売されなかったが、クリームに関しては後に下記「ニベア モイストEX」が代替製品となった。
- ニベア※
  - ニベアクリームライト※ - ニベアクリームより油分が少なく、練りの柔らかいさっぱりタイプ。俗称「白缶」。生産完了後暫く本ポジションの製品は「ニベア」ブランドでは発売されなかったが、後に同コンセプトの下記製品が発売された。
  - モイストフレッシュ※ - 「ニベアソフト」へ継承
  - モイストEX【医薬部外品】※ - 「ニベア」ブランド初で最後の薬用クリーム。
  - ニベアスキンミルク ライト※ - ニベアスキンミルク（レギュラー）より油分が少ないさっぱりタイプ。生産完了後暫く本ポジションの製品は「ニベア」ブランドでは発売されなかったが、長年を経て同コンセプトの製品「ニベアボディ スキンミルク さっぱり」が発売された。
  - ニベアスキンミルク リッチ※
  - ニベアフレッシュローション※ - 全身用化粧水
  - ニベアフェイス※ - 化粧水
  - ニベアヴィゾ※ - 基礎化粧品。ラインナップはスペースの都合上割愛。「ニベアヴィサージュ」へ継承。
  - ニベアヴィサージュ※ - 「ニベアヴィゾ」の改良品。ラインナップはスペースの都合上割愛。「ニベアヴィタル」へ継承。
  - ニベアヴィタル※ - 「ニベアヴィサージュ」の改良品。ラインナップはスペースの都合上割愛。「トライアルセット」のみ2010年3月で製造終了し、残り全てのアイテムは同年9月製造終了。
  - ニベアデオドラント【医薬部外品】※ - 凍傷の危険が少ないソフトスプレーを採用した肌に優しいデオドラント。「ミスト」はかみそりによる除毛直後でも使える。なお、剤形は異なるものの、2019年2月に発売された「ニベアデオドラントアプローチ」が実質的な代替製品となる。
  - ボディウォッシュ エクストラタッチ シチリアンリゾートシトラスの香り※ - 2014年9月製造終了。
  - ニベアUVケア※ - 日焼け止めクリーム・乳液。ラインナップはスペースの都合上割愛。国際ブランド「ニベアサン」へ継承。
- アトリックス※
  - ハンド&ネイル※
  - バイタルコンディショナー※
  - うるおいパッククリーム【医薬部外品】※
  - うるおいクリーム【医薬部外品】※ - 「うるおいパッククリーム」の改良品。
  - 消毒ハンドジェル【指定医薬部外品】※ - うるおい成分を配合し、低アルコール処方とした小型ボトル入り消毒ジェル。2013年9月製造終了（製造販売元：四ツ葉油化）。
  - ビューティーチャージ 薬用ホワイトニング【医薬部外品】※ - 植物性コラーゲンC（保湿成分：ニンジンエキス）に加え、ビタミンC誘導体（美白有効成分）とメマツヨイ草エキスを配合。2015年9月製造終了。
- クレメイン※ - 日焼け止めクリーム。「ニベアUVケア」へ継承
- 水石鹸（回転式容器)
- ソフィーナ - 保湿成分を配合した透明洗顔石鹸。資生堂のホネケーキに対抗して発売。後に、基礎化粧品のブランド名に転用された。
- ハーネス【医薬部外品】 - 体臭、汗臭を抑えるデオドラント効果のある薬用浴用石鹸。（1973年〜1977年は、「ハーネス24」として発売された）
  - ハーネスデオドラント【医薬部外品】
- キンダーソープ
- 手洗い石鹸タフ
- ワイド
- ハイレン薬用石鹸【医薬部外品】
- クリンガード【医薬部外品】
- 薬用花王石鹸 クリンガードの前身。
- 花王石鹸ホワイトフレグランス - ギフト専用最高級グレードの「ホワイト」。開封時までフレッシュな香りを逃がさない特殊カプセル包装が特徴。
- 花王石鹸ホワイトスペシャル - 「ホワイト」のギフト専用グレード。2010年より「花王ホワイト セレクト」へ継承。
- 花王石鹸ピュアブーケ - ギフト専用。
- 花王ピュアホイップ - 泡をそのまま固めたせっけん。香りは「ピュアな気分に誘う ブライダル・ブーケの香り」、「ふんわり気分に誘う フラワー・バスの香り」、「リフレッシュ気分に誘う シトラス・フレッシュの香り」の3種類。「ときめき気分に誘う トロピカル・パッションの香り」は2015年3月をもって製造終了し、残りの3種類も同年9月をもって製造終了したことでブランドを終息した。
- エモリカ蜜肌 ボディ乳液 - お風呂上りに使うボディローション。2009年10月に従来の「エモリカ バスタイムローション」を改良。2015年9月製造終了。

## オーラルケア製品

### 現行品
- クリアクリーン - ラインナップは詳細ページ参照。
- ピュオーラ - ラインナップは詳細ページ参照。
- ディープクリーン - 2010年3月発売。歯周病予防のための薬用ハミガキとハブラシのブランド。
- つぶ塩 薬用ハミガキ【医薬部外品】 - 以前は「ガードハロー」のシリーズ品として、「ガードハローつぶ塩」の商品名で発売していた（商品の裏面に記載されている販売名は「ガードハローLSa」である）。横置きチューブは2010年3月末をもって製造を終了しており、タテ型のみの発売である。2017年に殺菌剤（塩化ベンゼトニウム）を省く処方変更を行った。

### 製造終了品
- ビタッシュ【医薬部外品】
- ビタガード【医薬部外品】（歯ぐきの出血を止めるビタミンE配合）
- ガードハロー【医薬部外品】※ - 1977年以前から発売され、花王に社名変更後も発売されてきたが、2022年10月に製造終了となった。
- ハローハブラシ※
- ハローハブラシ 毛先が球 - 2010年3月末製造終了。
- 毛先が球と先細 - 製品名の通り、2種類の毛により歯ぐきをマッサージしつつ歯周ポケットの汚れも掻き出す歯周病予防ハブラシ。
- 毛先が球V型ヘッド
- ハローハブラシ 奥までフィット
- チェック - 一時期ハミガキ（温感パウダー配合）を発売していた。2007年9月からは「小さなヘッドの女性専用ハブラシ」として、従来からある球状毛先の「超コンパクト」と先細毛先の「先細スリム」の2種類で展開していた。両タイプの「かため」は2011年3月をもって製造終了し、両タイプの「ふつう」も2018年10月をもって製造を終了したため、ブランド終息となった。
- シーズン（旅行用） - 「クリアクリーン」のサブブランドである「クリアクリーン シーズン」に継承。
- ハロー（花王石鹸時代） - 食べ物の味を変えない練りハミガキ。「ガードハロー」へ継承。
- ハローペパーミント（花王石鹸時代）
- こどもハロー - 「こどもクリアクリーン」へ継承
- 鹿印練歯磨（長瀬富郎商店時代）
- 鹿印歯磨粉（長瀬富郎商店時代）
- 星印水歯磨（長瀬富郎商店時代）
- 薬用花王はみがき【医薬部外品】（花王石鹸時代）
- ハローDr.チェック※ - 歯周病予防ハブラシ。花王に社名変更後、「チェック」として復活。
- コルゲート※ - 花王に社名変更後も、米国からの輸入品（但し、チューブタイプのみ）が日本ヒルズ・コルゲートから主にバラエティショップ等で販売されていた。また、本製品で初採用されたポップル容器（エアレスポンプ）は、「ビオレメイク落とし」（初期）へ応用された。
- コルゲート2※
- コルゲートMFP【医薬部外品】※
- こどもコルゲート※ - 花王に社名変更後、「こどもハロー」へ継承。

※のオーラルケア製品は1977年から花王に社名変更する1985年頃まで、米国コルゲート・パルモリブ社との合弁企業だった「花王コルゲート オーラルプロダクツ」から発売。

## インバスヘルスケア

### 現行製品
- バブ【医薬部外品】 - ラインナップは詳細ページ参照。
- エモリカ 薬用スキンケア入浴液【医薬部外品】 - 香りはフローラルの香りとハーブの香りの2種類。2015年10月にパッケージリニューアル。
- ビオレu 家族みんなのすべすべバスミルク
- キュレル入浴剤【医薬部外品】 - 2種類のうるおい成分（潤浸保湿セラミド機能成分(ヘキサデシロキシPGヒドロキシエチルヘキサデカナミド)とユーカリエキス）とコメ胚芽油を配合した入浴液。2010年9月に薬事法上の分類名表記を変更したことに伴い、製品名を変更。また2013年9月に本体及びつめかえ用のパッケージデザインと、本体の内容量を変更（480ml（約16回）→420ml（約14回））。

### 製造終了品
※バブの製造終了品は詳細ページを参照。
- エモリカ
  - プレミアム 濃密うるおい肌 薬用スキンケア入浴液【医薬部外品】 - エッセンシャルローズの香り。2018年9月製造終了。
  - 蜜肌 美白入浴液 - 2011年9月製造終了。

## ヘアケア製品・ヘアスタリング剤・ヘアカラーリング剤

### 現行品
※グールとinesは花王の月のシンボルマークを表記していない。セグレタとアジエンスについては発売当初は花王の月のシンボルマークを表記していなかったが、2010年以降、月のシンボルマークが表記されるようになった。
- セグレタ
- エッセンシャル - 1976年に発売開始、かつては「キューティクルケア」と「ダメージケア」が発売され、のちに「ダメージケア」に集約されていたが、2020年4月時点では「しっとりまとまる」、「ふんわりうるツヤ」、「さらさら速乾」、「寝ぐせ抑制」、「フリー&イージー」の5ライン体制となっており、2019年10月には派生ブランドの「エッセンシャルflat（フラット）」が発売されている。
- メリット - 1970年に発売開始、フケ・かゆみを防ぐ機能が特徴。
- キュレル - 医薬部外品の承認を得たため、2008年9月に製品名を変更。あわせて、ユニバーサルデザインの考えに基づいた新形状のつめかえ用も発売された。（参照・2008年7月4日付ニュースリリース）。2010年9月に薬事法上の分類名を変更したことに伴い、商品名を再変更。2013年4月のリニューアル時にポンプサイズの内容量が減容（440ml→420ml）され、つめかえ用は内容量はそのままでパウチタイプに変更された。2019年8月（一部店舗では同年7月最終週）にシャンプーとコンディショナー（シャンプー&コンディショナー ミニセットを含む）がリニューアルされ、つめかえ用は内容量を変更（360ml→340ml）するとともに、ボディウォッシュ同様に「ラクラクecoパック」に再変更。ミニセット・ボトル・ポンプはパッケージデザインが変更された。なお、シャンプーとコンディショナーのボトル（200ml）は2020年9月に製造を終了した。
  - シャンプー【医薬部外品】 - 2021年春にパッケージデザインが変更され、後述する「泡シャンプー」と区別するため、「液体タイプ」のアイコンが表記された（自然切替）。
  - コンディショナー【医薬部外品】
  - 泡シャンプー【医薬部外品】 - 2021年4月発売。つめかえ用は「シャンプー」の「らくらくecoパック」ではなく、注ぎ口付のパウチタイプとなる。
  - シャンプー&コンディショナー ミニセット【医薬部外品】 - 2010年9月発売。シャンプーとコンディショナーのミニセットを封入した携帯用セット。
  - 頭皮保湿ローション【医薬部外品】 - 2015年10月発売。潤浸保湿セラミド機能成分（セチルPGヒドロキシエチルパルミタミド）とユーカリエキスを配合し、ダイレクトタッチノズルを採用したローションタイプ。本品は頭皮用の保湿ローションであり、育毛剤ではないので注意が必要。
- ines（イネス） -  2020年3月（一部ECサイトでは同年1月に先行）発売。タイプの異なるシャンプーとトリートメントを2種類ずつ揃えた「スカルプ美容エキスパートケア」ブランド。
  - ハーバル ジェル クレンズ【医薬部外品】 - デオクレンズシャンプー。男性向けの「サクセス 薬用シャンプー」同様、ノズルを地肌に当てて塗布する「ダイレクトアプリケーション」を採用する。
  - ジェントル スクラブ クレンズ - ノンシリコーン処方のマッサージシャンプー。
  - タラソ スパ クリーム - マッサージトリートメント（外箱入り）。
  - ボタニカル アロマ - ペパーミント&ビターオレンジ、カモミール&ローズ、レモン&バジル、シダーウッド&ココナッツ、バニラ&シナモンの5種類の香りのアソート形態としたスカルプケアトリートメント。
  - アクア チャージ ムース - 2022年8月発売。風呂上がりに使用する泡タイプの頭皮用保湿美容液（外箱入り）。
- ブローネ - かつてはシャンプーなどのブランドであったが、現在は白髪用ヘアカラーと育毛剤のみ。白髪染めは以前「花王ヘアカラー」のブランドで発売されていた。
- リライズ - 2018年5月に立ち上げたブランド。当初は白髪ケアのブランドだったが、2021年10月にヘアカラー後の髪色ケアの製品が発売され、カラーケアに特化したヘアケアブランドに発展している。
  - 髪色シャンプー - 2021年10月（一部店舗では同年9月最終週）発売。着色成分を配合したシャンプー・染毛料。アルミ缶のボトルを採用し、窒素ガスを封入している。
  - 髪色コンディショナー - 2021年10月（一部店舗では同年9月最終週）発売。カラーケアタイプのコンディショナー。ボトル入りで、キャップが下に配置されている。
- リーゼ - かつてはシャンプーも発売されていたが、現在はヘアスタイリング剤や洗い流さないトリートメントのみ。
- ケープ - ヘアスプレー。「ソフト」は「微香性」のみ、「ワン」と「キープウォーター」は無香料のみ、それ以外の製品は、それぞれ「微香性」と「無香料」がある。2019年8月に「ソフト」・「ナチュラル&キープ」・「スーパーハード」・「3Dエクストラキープ」をリニューアル。パッケージデザインが変更され、2013年3月のリニューアル時に表示されたキープレベルがパッケージ正面にも表示され、135gと180gはスプレーボタンが「らくらくテコ式」に変更された（ただし、中身の変更はない）。
  - ソフト - ピンクのパッケージのふんわりキープタイプ。特大サイズの180gのみ設定（キープレベル：1）。
  - ナチュラル&キープ - グリーン系パッケージの自然にキープタイプ。「ケープ」ブランドの基礎となる製品。「ケープ（レギュラー）」→「ナチュラルハード」を経て現在の製品名に。「微香性」は特大サイズの180gのみ。「無香料」は50gと180gに加え、2020年10月にBIGサイズの300gが追加発売され、3サイズとなった（キープレベル：2）。
  - スーパーハード - ブルー系パッケージのしっかりキープタイプ。「微香性」は特大サイズの180gのみ、「無香料」は50g、135g、180gに加え、2021年1月にBIGサイズの300gが追加発売され、4サイズとなった（キープレベル：3）。
  - 3Dエクストラキープ - 2013年3月発売。パープル系パッケージの1日強力キープタイプ。「微香性」・「無香料」ともに50gと180gを設定。2021年1月に「無香料」にBIGサイズの300gが追加発売され、3サイズとなった（キープレベル：4）。
  - フォーアクティブ - 2019年11月（一部店舗は同年10月最終週）発売。ブラックパッケージの衝撃耐久・耐汗性タイプ。「微香性」は特大サイズの180gのみ、「無香料」は50gと180gが設定される。
  - ワン やわらかキープ - 2018年9月（一部ECサイトでは同年8月先行）発売。
  - ワン しっかりキープ - 2018年9月（一部ECサイトでは同年8月先行）発売。
  - キープウォーター ナチュラル - 2016年9月発売。アルコール・ガス・香料ゼロ処方のウォータータイプ。2020年冬にパッケージデザインが変更された（自然切替）。
  - キープウォーター ハード - 2016年9月発売。アルコール・ガス・香料ゼロ処方のウォータータイプ。2020年冬にパッケージデザインが変更された（自然切替）。
  - 手ぐしが通せるケープ まとまりスタイル用 - 2014年9月発売。「キープ&リセット」の実質的な後継製品である。42gと140gの2サイズが設定されているが、42gは「微香性」が2019年9月に製造を終了したため、「無香料」のみとなる。
  - 手ぐしが通せるケープ ふんわりスタイル用 - 2014年9月発売。42gと140gの2サイズが設定されているが、42gは「微香性」が2019年9月に製造を終了したため、「無香料」のみとなる。
  - フリーアレンジ - 2010年9月発売。「エア アレンジ」の実質的な後継製品である。42gと140gの2サイズが設定されているが、42gは「微香性」が2019年9月に製造を終了したため、「無香料」のみとなる。

### 製造終了品
セグレタ、エッセンシャル、メリット、リーゼ、ブローネの販売終了品は各詳細記事を参考のこと。
- カオーフェザー - 現在は海外のみで展開。（下記は全て国内でかつて発売された製品）発売当初は「花王フェザー」と表記していた。
  - 花王フェザーシャンプー - 日本初の中性シャンプー。使い切りパウチ入り粉末で、水質の影響を受けないため、温泉、銭湯などで売られていた。当時の価格は2袋1組で10円。
  - フェザーシャンプーチューブ入
  - カオーフェザーデラックス - 花王最初の液体シャンプー。エメラルドグリーンの透明な液色が特徴。エッセンシャルの前身。
  - 液体フェザーシャンプー
  - フェザーシャンプーゼリー
  - 新配合フェザーシャンプー
  - オイルシャンプー
  - オイルリンス
  - クリームシャンプー
  - クリームリンス
  - ドレッサートリートメント - シャンプー前の乾いた髪に使うトリートメント。
  - ファミリアシャンプー
  - ナリシングシャンプー

（他、エッセンシャル、ブラッシングケアも当初はカオーフェザーの名を冠して発売された）
- 花王テンダー - 家庭用では国内初の陽イオン系界面活性剤型リンス。（当時、美容院では一般的であった）現在のリンスの原型となった。
- キンダーシャンプー
- 花王トニックシャンプー - 現在は業務用のみ
- 花王ハイトニックシャンプー
- ベビーケア
- ラビナス - 詳細は当該項目参照。
- ピュール - 地肌クレンジングをコンセプトとしたヘアケアシリーズ。2007年3月製造終了
  - 地肌クレンジングシャンプー
  - 地肌モイストコンディショナー
  - 毛穴クレンジングブラシ - シャンプー用ブラシ。ブラシの形状は異なるが「メリット シャンプーブラシ」が実質的な代替品となる。
- ピュア
  - エチュール
- パーマヘア - 商品名通り、パーマで傷んだ髪専用シャンプー・コンディショナー。発売後僅か1年で「リーゼ」ブランドへ編入。
- ステーシア - パサつき防止シャンプー。クリスタルエッセンス配合。
- シフォネ - 花王では最初のリンス・イン・シャンプー。処方改良により下記製品へ継承。
  - リズミィ（家庭用） - リンス効果増強タイプ。従来のリンス・イン・シャンプー特有のパサつき、広がりを抑えた製品で、リンス効果が1日中続く。下記製品へ継承。後に業務用ヘアケア・スキンケアのブランドとなる。
- ジェンヌ - 洗えるリンス（リンスなのにシャンプーできる）。リンスに分類されるが、シャンプーできるので容器側面にきざみが入っている。この為、製品裏面の注意書きも「横のきざみがシャンプーできるしるしです。」となっている。本品製造終了後、最終的に本ポジションの製品は「メリット リンスのいらないシャンプー」のみとなる。
- グール ラブラトリー - 「グール（GUHL）」は1946年に創立され、1979年にバイヤスドルフ社との共同事業により現地法人を設立、ドイツを中心に欧州で展開しているブランド。2018年7月に日本向けの新シリーズとして「グール ラブラトリー」を発売し、日本での「グール」ブランドの展開が開始された。「モイスチャーエンハンス」、「スムースエンハンス」、「シャインエンハンス」、「バウンスエンハンス」、「リッチリペア」の5つのバリアントがあり、それぞれにシャンプー・トリートメント（各ポンプタイプのみ）と1回分ずつのトライアル形態となる「シャンプー&トリートメント ピローセット」が設定されており、一部のECサイトや店舗で発売されていた。2021年9月をもって全製品の製造を終了し、ブランドを終息した。
- and and（アンド アンド） - シャンプー・トリートメントそれぞれでラインナップが異なり、自由な組み合わせが可能なヘアケアブランド。パッケージには花王のロゴマークは表記されなかった。発売当初は480ml入りのポンプタイプと1回分（15ml）のトライアル形態となるピロー包装の2容量だったが、同年9月（一部店舗・ECサイトでは同年8月）につけかえ用が追加発売された。2020年5月（一部店舗・ECサイトでは同年3月に先行）に「カスタムエッセンス」が追加発売され、同年9月にシャンプーとトリートメントで香りの一部入れ替えが行われたが、既存ブランドの「ines」へ統合のため、2022年3月に全製品の製造を終了し、ブランドを終息した。
- ピュアン - 「メリット」の派生シリーズとなる「メリット ピュアン」として発売されていたが、2020年10月の新製品発売に伴って「ピュアン」に改名され、独立ブランドとなった。2022年3月に全製品の製造を終了し、ブランドを終息した。メリット (シャンプー)を参照。
- アジエンス - 2023年3月末で全製品の製造を終了し、ブランドを終息した。
- プリティア - 黒髪用ヘアカラー。
  - ハッピーファンタジーカラー - 黒髪用ヘアカラー（液状）。
- リーゼ プリティア
  - 泡ブリーチ ハイブリーチ【医薬部外品】 - 泡タイプの黒髪用ヘアブリーチ。2011年12月のリニューアル時に商品名を「プリティア ふんわり泡ブリーチ ハイブリーチ」から「リーゼ プリティア 泡ブリーチ ハイブリーチ」に改名した。2016年3月製造終了。
  - 髪色ほんのり泡カラー【医薬部外品】 - 泡タイプの黒髪用ヘアカラー。「やわらかな印象の自然なブラウン」と「キュートな印象の自然なブラウン」の2色があった。なお、本品は黒髪を少しだけ明るく見せるためのもので、明るく染めた髪色を暗くする効果はなく、パッケージ正面下部にもその旨が明記されていた。2017年3月製造終了。
  - 泡カラー【医薬部外品】 - 泡タイプの黒髪用ヘアカラー。2011年12月のリニューアル時に製品名を「プリティア ふんわり泡カラー」から「リーゼ プリティア 泡カラー」に改名した。カラーバリエーションは定期的に入れ替えが行われ、2018年3月に新色3色を追加発売した際には、パッケージデザインを変更した既存の3色と共に「憧れの透け感color」シリーズとして展開していた。全19色のうち、ジュエルピーチ、キャンディベージュ、エレガンスピーチ、アイリッシュブラウン（憧れの透け感color）の4色は2019年4月に製造を終了し、残りの15色は「リーゼ 泡カラー」へリニューアルされた。
  - 泡カラー 髪色もどし【医薬部外品】 - 泡タイプの髪色もどし（黒髪用ヘアカラー）。「ナチュラルブラック」と「ナチュラルブラウン」の2色があった。2011年12月のリニューアル時に製品名を「プリティア ふんわり泡カラー 髪色もどし」から「リーゼ プリティア 泡カラー 髪色もどし」に改名した。「泡カラー」同様、2019年4月に「リーゼ 泡カラー 髪色もどし」へリニューアルされた。
  - 泡カラー 1週間タイプ髪色もどし【医薬部外品】 - 泡タイプの髪色もどし（黒髪用ヘアカラー）。前述の「泡カラー 髪色もどし」と異なり、通常は染めてから1週間程度で色落ちを感じ始めるタイプ。「ナチュラルブラック」のみの展開。2011年12月のリニューアル時に製品名を「プリティア ふんわり泡カラー 髪色もどし 1週間タイプ」から「リーゼ プリティア 泡カラー 1週間タイプ髪色もどし」に改名した。「リーゼ 泡カラー」へのリニューアルに伴い、2019年4月製造終了。
  - 髪色サプリ - チューブ入りの染毛料（本品は、黒髪用ヘアカラーで染めた後、色が抜けて黄味がかった時に使用するもので、白髪用ではない）。「ブラウン系で染めている髪に」、「アッシュ系で染めている髪に」、「ピンク系で染めている髪に」の3種類。2020年3月製造終了。
- ルーネット - ヘアブラシ。
  - ブラッシングルーネットU - 2002年2月製造終了
  - ブラッシングルーネットUミニサイズ
  - ブロールーネット
  - スケルトンルーネット
  - 携帯用ルーネット - 「花王ヘアケアまつり」景品（非売品）
- 花王シャンプー - 石鹸質の固形シャンプー。固形を掌で崩し粉にして使う。
  - 新花王シャンプー - 日本初の合成洗剤（高級アルコール系）入り固形シャンプー。
- ルアージュ - 夜用と朝用があり、夜用は洗い流さないトリートメントで、かたい髪用とやわらかい髪用とがあった。朝用のウェービーヘアフォームは「リーゼ」にもあるため、そちらへ機能統合。また1995年春にはクシの先から泡で出る泡状の「ヘアマニキュア」（黒髪用）を発売した。製造終了後、夜用は「ラビナス トリートメントエッセンス」、ヘアマニキュアは「ラビナス ヘアマニキュア」がそれぞれ代替製品となる。
- エクスケア - 思い通りの髪質になるトリートメント。「ラビナス トリートメント」へ継承。
- 月星クリームシャンプー
- ハーネスシャンプー
- ケープ - ヘアスプレー
  - エア アレンジ - 2010年9月末製造終了。
  - キープ&リセット - 「手ぐしが通せるケープ」発売に伴い、2014年9月製造終了。
  - スタイルロック - 42gと140gの2サイズが設定されていた。2019年9月製造終了。
- 花王ヘアカラー - 後に「ブローネ」ブランドに編入し「ブローネ 早染め液状」（現・「ブローネ 液状ヘアカラー」）となる。（編入当初は、小さく「花王ヘアカラー」の字も併記された。）

## 男性向け製品
「メンズビオレ」はビオレを、「サクセス」はサクセス (花王)を、「リーゼフォーメン」はリーゼ (花王)をそれぞれ参照。

### ニベアメン
2015年9月に「ニベアフォーメン」から「ニベアメン」に改名するブランドリニューアルを行い、「リバイタライジング」シリーズから改名・リニューアルされた「アクティブエイジ」シリーズを除く全製品のパッケージをリニューアル。「UVプロテクター」も遅れて2016年2月に改名・パッケージリニューアルした。
- 洗顔料 - いずれの製品も2018年4月発売。2020年冬にパッケージデザインが変更された（自然切替）。
  - フェイスウォッシュ モイスト
  - フェイスウォッシュ フレッシュ
- 化粧水・乳液・クリーム - 2017年秋に「アクティブエイジ」シリーズは処方変更を伴うリニューアル、それ以外の製品はパッケージデザインが変更され、「アクティブエイジクリーム」を除く製品では外箱の透明フィルムが省かれ、ボトル画像が印刷されたデザインとなった。
  - オイルコントロールローション - 化粧水（皮脂吸着パウダー入りの2層タイプ）。2016年3月のリニューアル時に「クールキックオイルコントロールローション」から製品名を変更。2020年10月にパッケージデザインとボトルの材質が変更され、プラボトル化するとともに、内容量を100mlから110mlに増量してリニューアルされた。
  - オイルコントロールローションUV（SPF20/PA+） - 2018年4月発売。「オイルコントロールローション」に紫外線吸収剤を配合した化粧水。2020年10月にパッケージデザインとボトルの材質が変更されてプラボトル化するとともに、内容量を100mlから110mlに増量してリニューアルされた。
  - センシティブローション【医薬部外品】 - 化粧水。2013年9月のリニューアル時に抗炎症成分のグリチルリチン酸ジカリウムを配合して医薬部外品に移行。2020年10月にパッケージデザインとボトルの材質が変更されてプラボトル化するとともに、キャップの色を白から青に変更。内容量を100mlから110mlに増量してリニューアルされた。
  - スキンコンディショナーバーム - 乳液。2020年10月に処方変更を行い、パッケージデザインとボトルの材質が変更されてプラボトル化するとともに、ボトルの色を白から青に変更。内容量を100mlから110mlに増量してリニューアルされた。
  - スキンコンディショナーバームUV（SPF25/PA++） - 2014年4月発売。「スキンコンディショナーバーム」に紫外線吸収剤を配合した乳液。2020年10月にパッケージデザインとボトルの材質が変更されてプラボトル化するとともに、ボトルの色を白から青に変更。内容量を100mlから110mlに増量してリニューアルされた。
  - スキンコンディショナーバーム エクストラケア - 2020年10月発売。高保湿乳液。
  - アクティブエイジローション【医薬部外品】 - 化粧水。2015年9月のリニューアル時にビタミンC（L-アスコルビン酸 2-グルコシド）が追加配合されて医薬部外品に移行され、「リバイタライジングローションQ10」から製品名を変更。2020年10月のリニューアル時に処方変更を行い、パッケージデザインとボトルの材質が変更されてプラボトル化するとともに、ボトルとキャップの色（青ボトル・白キャップ→銀ボトル・青キャップ）を変更。内容量を100mlから110mlに増量された。2021年9月にパッケージデザインを変更してリニューアルされた。
  - アクティブエイジバーム【医薬部外品】 - 乳液。2015年9月のリニューアル時にビタミンC（L-アスコルビン酸 2-グルコシド）が追加配合されて医薬部外品に移行され、「リバイタライジングバームQ10（2012年9月発売）」から製品名を変更。2020年10月のリニューアル時に処方変更を行い、パッケージデザインとボトルの材質が変更されてプラボトル化され、内容量を100mlから110mlに増量された。2021年9月にパッケージデザインを変更してリニューアルされた。
  - アクティブエイジクリーム【医薬部外品】 - クリーム。2015年9月に「リバイタライジングクリームQ10」をリニューアル。医薬部外品へ移行するとともに、容器もプッシュ式からジャータイプに変更。2017年秋のリニューアルでは、従来配合されていたにビタミンC誘導体（L-アスコルビン酸）と酢酸DL-α-トコフェロールに替わり、トラネキサム酸とグリチルリチン酸ジカリウムを配合。2020年10月のリニューアル時にパッケージと容器のデザインが変更され、キャップの色が銀から青に変更。2021年9月にパッケージデザインを変更してリニューアルされた。
  - アクティブエイジ集中ケアクリーム【医薬部外品】 - 2022年10月発売。ナイアシンアミドを有効成分として配合した集中ケア用クリーム。
  - モーニング10 - 2021年10月発売。化粧水・乳液・美容液の3つの機能を兼ねるオールインワンタイプ。ひきしめ成分（ハマメリスエキス・アーチチョークエキス）を封入したブルーカプセル入りのジェル状ローション「クリアジェル」、トーンアップパウダーを配合した乳液「トーンアップミルク」、オイリーブロック成分を配合したジェル状のローション「オイリーブロックジェル」、2022年10月に追加発売されたノンアルコール・ノンメントールの高保湿タイプの乳液「ドライプロテクション」の4種類。
- シェービング
  - シェービングフォーム スムース - 2016年10月発売。泡タイプ（ノンメントール）。ドイツ製。
  - シェービングフォーム フレッシュ - 2016年10月発売。泡タイプ（メントール(清涼成分)配合）。ドイツ製。
- ボディケア
  - クリーム - 2017年9月発売。スキンケアクリーム（缶入り）。ドイツ製。
- 日やけ止め（顔・からだ用）
  - UVプロテクター（SPF50+/PA++++） - 2013年3月発売。2016年2月のパッケージリニューアル時に「ニベアメン」へ移行。2018年4月にPA値をアップ（PA+++ → PA++++）し、内容量を増量（30ml → 40ml）してリニューアルされた。
- リップケア
  - リップケア モイスト【医薬部外品】（SPF20） - 2009年9月に従来の「ニベアリップケア メンズリップ」が刷新され、「ニベアメン リップケア」へ改名。既存の「無香料」に加え、「ローズメントールの香り」が追加された。2019年8月に耐久型処方の採用と質感の変更を行ってリニューアルされ、製品名が再び改名された。

### ケープ
- ケープ フォーアクティブ メン - 2021年3月発売。「ケープ」ブランドで初の男性向けヘアスプレー。香りは「クリアマスカットの香り」と「クリアシトラスの香り」の2種類で、165g入りのみの設定。

### 製造終了品
- 花王粉石鹸（家庭用） - ひげそり用粉石鹸。現在の業務用「ひげそり用花王粉石鹸」の前身。
- アルテージ - 男性用ヘアフォーム。ブロー・ノンブローの2種類。
- ニベア※
  - フォーメン 薬用フェイスウォッシュ【医薬部外品】 - 2011年3月製造終了
  - メン クールキックオイルクリアフェイスウォッシュ - ノンスクラブ・クールタイプの洗顔料。「メン フェイスウォッシュ フレッシュ」の発売に伴い、2018年3月製造終了。
  - メン モイストフェイスウォッシュ - ノンスクラブ・モイストタイプの洗顔料。「メン フェイスウォッシュ モイスト」の発売に伴い、2018年3月製造終了。
  - フォーメン エクストラモイスチャーシェービングフォーム - 安全カミソリ用シェービング剤。「フォーメン シェービングフォーム」へ統合のため、2013年3月製造終了。
  - フォーメン シェービングフォーム - 安全カミソリ用シェービング剤。2014年3月製造終了。2016年10月に発売された「メン シェービングフォーム」が実質的な後継製品となる。
  - メン エクストラモイスチャーバーム - 乳液。本品はタイで製造されていた。2020年10月製造終了。
  - フォーメン リフレッシュハイドロジェル - 2010年9月製造終了
  - メン センシティブクリーム【医薬部外品】 - クリーム。2013年9月のリニューアル時に抗炎症成分のグリチルリチン酸ジカリウムが配合され、医薬部外品に移行。2020年10月製造終了。
  - フォーメン リバイタライジングアイリリーフQ10 - 2011年9月製造終了
  - フォーメン クールキックオイルコントロールフェイスケアシート - 「フォーメン クールキックオイルコントロールローション」をベースとしたローションを含ませたフェイスケアシート（ふき取り用化粧水）。普通肌〜脂性肌用。2015年9月製造終了。
  - フォーメン うるおいボディミルク - 2012年3月製造終了
  - フォーメン すっきりボディローション - 2012年3月製造終了
- リーゼプリティア
  - メンズ泡カラー【医薬部外品】 - 2010年6月発売。泡タイプの男性向け黒髪用ヘアカラー。カラーは「ロイヤルモカ」・「スタイリッシュロゼ」・「カフェブラウン」・「スマートブラウン（2015年2月発売）」・「アッシュベージュ」・「ニュアンスアッシュ」の6色。なお、「スマートブラウン」の発売に伴い、既存色のパッケージデザインを小変更して「Liese」のロゴが大きくなり、「プリティア メンズ泡カラー」から「リーゼプリティア メンズ泡カラー」に改名した。2017年夏～秋にかけて順次パッケージデザインが変更され、パッケージ正面上部に注意書きが記されるようになった。2020年3月をもって全色製造終了となった。
  - メンズ泡カラー 髪色もどし【医薬部外品】 - 2010年6月発売。泡タイプの男性向け髪色もどし（黒髪用ヘアカラー）。「ナチュラルブラック」のみの展開。2015年2月に「メンズ泡カラー」の既存色・新色同様にパッケージデザインを小変更して「Liese」のロゴが大きくなり、「プリティア メンズ泡カラー 髪色もどし」から「リーゼプリティア メンズ泡カラー 髪色もどし」に改名した。2017年（夏～秋頃）に「メンズ泡カラー」同様にパッケージデザインが再度変更され、パッケージ正面上部に注意書きが記されるようになった。2020年3月製造終了。
  - プリティア メンズ泡ブリーチ【医薬部外品】 - 2010年6月発売。泡タイプの男性向け黒髪用ヘアブリーチ。2015年3月製造終了。

## 化粧品
- 花王ソフィーナ
- エスト - 百貨店向け化粧品ブランド。

※ なお、カネボウ化粧品やモルトン・ブラウンは花王のグループ会社の製品である。

### 製造終了品
- フィトマックス - ドラッグストア向け化粧品ブランド。2010年9月末をもって全製品の製造・販売を終了
  - リフトエッセンスAA
  - モイストエッセンスAA
  - ブライトエッセンスAA
  - プロテクトエッセンスAA
  - ハンドケアエッセンスAA

## 衣類・布製品のお手入れ品

### 現行製品
- アタック - 世界初のコンパクト洗剤。
- ニュービーズ
- エマール - おしゃれ着用洗剤。ウールマーク認定商品。
- ハミング - ラインナップは詳細記事を参照。
- IROKA（イロカ）
  - IROKA - 2016年4月に「フレア フレグランス IROKA」として発売されたプレミアムグレードの柔軟剤。2018年4月のリニューアルを経て、2022年に改名され「フレアフレグランス」から独立したブランドとなった。併せて、2019年4月に「ネイキッドリリー」に設定された通常サイズの約1.5倍量（710ml）入りでキャップ付きのつめかえ用特大サイズを全種類に拡大設定され、全種類透明タイプとなった。
    - ネイキッドリリー - 発売当初は「ネイキッド センシュアル」だったが、2020年4月のリニューアルに伴い改名。2022年春にパッケージデザインが変更された（自然切替）。
    - ハンサムリーフ - 2022年4月発売
    - ナチュラルブリーズ - 2022年4月発売

  - フレア フレグランス IROKA メイクアップフレグランス - 2021年10月発売。洗濯機の柔軟剤投入口に市販の柔軟剤の後に投入する洗たく用香りづけ剤。計量不要のプッシュ式ポンプで液体タイプとしている。本品のみ従来の「フレア フレグランス IROKA」での発売となる。
    - フェムバニラ
    - センシュアルアンバー
    - ハンサムシトラス

  - IROKA ミスト ネイキッドリリー - 2018年4月に「フレア フレグランス IROKA 衣類のリフレッシュミスト ネイキッド センシュアル」として発売。ボトル形状はリニューアル前の「衣類のリフレッシュミスト」と同じ形状で200ml入りとなっており、発売当初、つめかえ用は設定されていなかったが、2019年3月に約2回分（本体内容量の約8分目を1回分とする）の容量（385ml）としたリブ付ボトルタイプのつめかえ用が追加発売された。2020年7月のリニューアルに伴い香調名を現在の「ネイキッドリリー」に改名され、2022年春にパッケージデザインと製品名が改名され、つめかえ用はボトルタイプから180ml入りのパウチへ変更された。
- ハイター
  - ハイター - 白物専用の塩素系漂白剤（液体タイプ）
  - ハイドロハイター
- ワイドハイター - ラインナップは詳細記事を参照。
- キーピング - ラインナップは詳細記事を参照。
- スタイルケア 服のミスト - ミストタイプの衣類用シワとり剤。「フレア フレグランス 香りのスタイリングミスト」や「フレア フレグランス IROKA 衣類のリフレッシュミスト」とは異なり、乾いた後に香りが残らないタイプ。また、つめかえ用は本体2本分の容量（400ml）としたリブ付ボトルタイプとなっている。
- リセッシュ - 衣類・布製品・空間用消臭剤。

### 製造終了品
※ハミング、ワイドハイターの製造終了品は詳細記事を参照。
- ザブ - 花王初の石油系の洗濯用合成洗剤。歴代の製品は詳細ページ参照。
- ワンダフル（家庭用） - 旧名は花王粉せんたく。日本初の弱アルカリ性洗濯用合成洗剤。高級アルコール系。当初は無りん、無蛍光だった。1回の使用量は、150g/30Lとかなり多かった。ワンダフルという名前は、公募で決められ、(すばらしい)という意味も込めている。
- ポピンズ - 色柄物にも使える酸素系漂白剤入り洗剤。販売終了後、「ワンダフル」「ザブ」「ニュービーズ」等に酸素系漂白剤が配合される。
  - 新ポピンズ - 小型化洗剤
- ジャスト - 無りん洗剤。当初は、液体のみ。1980年から一時期は、粉末も併売。発売停止後、1991年にコンパクト洗剤として復活。
  - ジャスト カラーガード - 色柄物も風合いを守りながら、汚れをしっかり落とせる酵素配合無蛍光液体洗剤（弱アルカリ性）。
  - ジャスト ハンディタイプ - 部分洗い用。中身は上記「カラーガード」と同一なので、上記製品を本品の詰め替え用としても使用できる。「アタック ポイント洗い」へ継承
  - ジャスト5 （ファイブ）- 粉末超コンパクト・節水型洗剤。当初は、1回の使用量25g/30Lの製品だったが、後に25g→20gに変更された。この洗剤の特徴は、すすぎが5分で十分できることで、節水効果が期待できた。このことから、後に発売された「アタックNeo（現在の「ウルトラアタックNeo」）」はこの実質的な後継製品（液体）であるともいえる。
- 泡なし洗剤ピッチ
- ビーズ
- ブルービーズ
- エマール
  - 洗たく用洗剤
    - 家庭用エマール
    - エマールK
    - ピンクエマール
    - ブルーエマール
    - 液体エマール
    - エマール - エキセリンの実質的な後継製品。片手でラクに計量できる毛糸・おしゃれ着用高級洗剤。標準使用量は手洗いの場合12ml/水5L、洗濯機の場合40ml/水30Lと、「エキセリン毛糸洗い」に近い。液色は無色透明。後に、処方改良によりドライマーク衣料に適用拡大され、「ホームクリーニングエマール」に。

  - 柔軟仕上げ剤
    - エマール風合いリッチ - ウール・シルク・ドライマーク用高級仕上げ剤

  - その他
    - ホームクリーニングエマールネット（ウール・ドライマーク・おしゃれ着用洗濯ネット）
- エキセリン - 花王最初の洗濯用合成洗剤（中性）。当初は粉末だったが、後に液体となった。毛・絹・アセテート用。
  - エキセリンu - ミクロラテックス配合。末期の製品は洗浄成分がトウモロコシ由来のAGとなり、さらにシリコーンが配合され、手洗い表示の衣類も（ネットに入れて）洗濯機で洗えた。また液ダレ防止キャップが採用された。
  - エキセリン毛糸洗い - エキセリンuの改良品。
  - エキセリン1/2 -毛糸・おしゃれ着用初の濃縮タイプ（業界唯一）。発売後間もなくエマールへ移行、これにより濃縮タイプの毛糸・おしゃれ着用洗剤は市場より姿を消した。
- ワイド
- 月星粉石鹸
- 月星洗濯石鹸
- 月星洗濯袋入
- 鼠洗濯石鹸
- 花王洗たく粉石鹸 - 天然油脂使用。後に「花王洗濯粉せっけん」となったが、やがて下記製品と統合された。
- 花王洗たく粉石鹸ビーズ - 天然油脂使用。後に「花王粉せっけん ビーズ」となったが、他の大型洗剤と同時期に姿を消した。
- スタイルフィット - 2011年3月製造終了。ラインナップは詳細記事を参照。
- フロリア
- タッチ
- シルエット
- 花王ソフター（家庭用）
- フレア フレグランス
  - 柔軟剤
    - フルーティ&フレッシュ - 2013年4月製造終了
    - ブリリアント&ブーケ - 2015年9月製造終了
    - ヒーリング&オアシス - 2015年9月製造終了
    - プレシャス&ホワイトブーケ - 2016年9月製造終了
    - パッション&ベリー - 2018年8月製造終了
    - スウィート&スパイス - 元々は2012年8月に数量限定品として発売されていたが、2013年7月に改良され、通常製品として再発売された。2018年8月製造終了
    - ドレッシー&ベリー - 2020年8月製造終了
    - ベルベットフラワー - 2021年8月製造終了
    - ジェントルブーケ - 2022年8月製造終了

  - 衣料用フレグランス
    - 衣類のリフレッシュミスト フルーティ&フレッシュ - 2013年4月製造終了
    - 衣類のリフレッシュミスト ブリリアント&ブーケ - 「香りのスタイリングミスト」へのリニューアルに伴い、2015年9月製造終了。
    - 香りのスタイリングミスト スウィート&スパイス - 元々は2012年8月に数量限定品として発売されていたが、2013年7月に現行品と同一処方となり、通常製品として再発売された。2017年9月製造終了。
    - 香りのスタイリングミスト パッション&ベリー - 2018年8月製造終了
    - 香りのスタイリングミスト ドレッシー&ベリー - 2020年8月製造終了
    - 香りのスタイリングミスト ジェントルブーケ - 2022年8月製造終了
- フレア フレグランス &SPORTS - 2019年10月発売。柔軟剤。2022年9月製造終了。
  - パッショントロピカル
  - スプラッシュローズ
- フレア フレグランス IROKA
  - 柔軟剤
    - Airy（エアリー） - イノセントリリーの香り。2018年4月製造終了。
    - Dress（ドレス） - アリュールローズの香り。2018年4月製造終了。
    - ブルーム センシュアル - ボタニカルブーケの香り（乳白色タイプ）。2020年4月製造終了。
    - エンヴィ センシュアル - ミステリアスオーキッドの香り（乳白色タイプ）。2020年4月製造終了。
    - シアーブロッサム - 透明タイプ。2022年4月製造終了。
    - ホームリュクス アロマティックミューゲ - 乳白色タイプ。2022年4月製造終了。
    - ホームリュクス パウダリーピオニー - 乳白色タイプ。2022年4月製造終了。

  - 衣類用フレグランス
    - 衣類のリフレッシュミスト ブルーム センシュアル - ボタニカルブーケの香り。2020年7月製造終了。
    - 衣類のリフレッシュミスト エンヴィ センシュアル - ミステリアスオーキッドの香り。2020年7月製造終了。
    - 衣類のリフレッシュミスト シアーブロッサム - 2022年4月製造終了。
- ハイター
  - ハイターE（家庭用）
  - 香りハイター
  - ベビーハイター - 赤ちゃんの肌着・おむつ用塩素系漂白剤。界面活性剤配合。除菌・消臭・洗浄効果もある。
- スーパーワンダー（家庭用）
- 花王スターチ
- 花王洗たく糊
- スタイルケア - 衣類用スタイリング剤。発売当初は「キーピングスタイルケア」。2010年1月製造終了。
- WiLL クリアミスト - 衣類・布製品用消臭剤。

## 台所・住まいのお手入れ品
- ファミリー - 食器用洗剤。ラインナップは詳細記事を参照。
- キュキュット - 同上。
- ハイター
  - 台所用漂白剤
    - キッチンハイター
    - キッチン泡ハイター

  - 台所のそうじ用品
    - キッチンハイター 除菌ヌメリとり - 2012年4月にパッケージをリニューアルし、「排水口ハイター 置くだけヌメリとり」から製品名が変更された。

  - 住居用洗剤
    - パイプハイター 高粘度ジェル - 2009年3月発売。
    - 洗たく槽ハイター - 2009年6月発売。

  - お風呂のお手入れ品
    - 強力カビハイター

  - トイレのお手入れ品
    - 除菌・洗浄トイレハイター
- マジックリン - ラインナップは詳細記事を参照。2023年初夏には独立ブランドで発売されていた「ふろ水ワンダー 翌日もふろ水キレイ」がパッケージデザイン変更に伴って「マジックリン ふろ水ワンダー」へ改名され、シリーズ品へ組み込まれた。
- クイックル - ラインナップは詳細記事を参照。
- ホーミング - クレンザー
  - ホーミング - クリームタイプ（後述の「ホーミングタフ」の後継商品）
  - ホーミングレモン - クリームタイプ（レモンの香り、改良当初は「ホーミング レモンタイプ」だったが、後に元の名称に戻る）
- マイペット - ラインナップは詳細記事を参照。

### 製造終了品
※ ファミリー、ハイター（後述する浴室用カビ取り剤以外の製品）、マジックリン、マイペット、クイックルの製造終了品は各詳細記事を参照。
- モア（家庭用） - トウモロコシの天然糖類由来洗浄成分AG（アルキルグリコシド）配合。今までになかった、水のようにサラっとした液が特徴。また、花王の台所用洗剤としては初めてつめかえ用が設定された。つめかえ用はパウチタイプで、はさみを使わず手でまっすぐ切れ、しかも注ぎやすい漏斗形状の注ぎ口を搭載していた。
  - モア1/2 - 乳液タイプの食器用洗剤。使いすぎを防ぐため、標準使用量（0.75ml/水1L）の目安となるくぼみを備えている。
  - モアコンパクト
  - モアエクセレント - スポンジの除菌もできる。
- チェリーナ（家庭用） - ローションタイプの食器用洗剤。LAS系。泡切れも良くすすぎも早い。
- ルナマイルド - 手肌保護成分を配合したプレミアムタイプの食器用洗剤。透明ペットボトル入り。
- レモンルナ- 手肌と同じ弱酸性。食器・調理用具用。酸を含む為、塩素系漂白剤とは混用できない。（混用すると塩素ガスが発生し危険である。）
- ワンダフルK（粉末・液体） - 花王が最初に発売した食器用洗剤。どちらも洗い桶やシンクで、水で溶かすか薄めて使用。粉末は紙筒入り、液体は缶入り（後にポリ容器入り）後に液体のみとなる。野菜についた農薬や寄生虫もしっかり落とす。水道が広く普及した、昭和30年代末期には液体をスポンジに直接含ませて使用するようになり、これが原因で各地で手荒れが多発。これが後のローションタイプ（ホームレモン、ライナ、チェリーナ）やマイルドタイプ（ファミリー、ルナマイルド等）の開発へと繋がった。なお、現在業務用に販売されている「ワンダフル」は本品終売から長い年月を経て発売されたもので、高級アルコール系である為全くの別物である。
- ホームレモン - 花王では最初のローションタイプの食器用洗剤。ライオンの「ママレモン」との競争が激しく結局失敗、3ヶ月程で終売となった。
- ライナ - 「ホームレモン」の改良品。こちらは1980年代初期まで販売された。
- バブロー（食器洗い機用）
- キッチンワンダー 排水口用ヌメりとり - 「排水口ハイター 置くだけヌメリとり」へ継承。
- クレンザーホーム
- クレンザー丸筒
- ホーミング
  - ホーミング（粉末タイプ） - 「ニューホーミング」に継承。
  - ニューホーミング - 粉末クレンザー。2018年9月製造終了。
  - スーパーホーミング - 粉末クレンザー（漂白剤配合）。2018年9月製造終了。
  - ホーミングタフ - クリーミィクレンザー。「ホーミング（クリームタイプ）」へ継承。
  - ホーミングレモン（初代） - クリーミィクレンザー。「ホーミング レモンタイプ」へ継承後、再び「ホーミングレモン」となる。
  - ホーミングパッド - 洗浄剤付きスチールウール。洗浄剤に石鹸系を使用。香りは当初レモンの香りだったが、後にハーブの香りに変更された。2007年9月製造終了。
- たわしペースト
- アレルクリン
  - アレルクリン清潔スプレー - ハウスダスト除去剤。2010年1月生産終了。同年1月発売の「クイックル 舞い上がりをおさえるハウスダスト除去スプレー」が後継製品となる。
  - アレルクリン清潔シート - 現在販売されている「クイックルワイパー 立体吸着ウエットシート」が代替品となる。
- ハイター
  - カビとりハイター - 業界初、化粧箱を省略した家庭用カビとり剤。耐塩素チューブを採用したことにより、使用後はスプレーを外して水洗いすることなく、先端をロックしてそのまま保管できる。
  - カビとりハイターストロング - 「強力カビハイター」へ継承。
- バスワンダー 浴室の排水口用ヌメりとり
- タンタン
  - タンタンキッチンマット
  - タンタンバスマット
- WiLL
  - WiLL 空気を洗うミスト
  - WiLL One Weekアロマ
- メルヘン - トイレ用芳香剤
- クリッパー - トイレ消臭液
- リフレ - 暖めて香るコンセントinタイプ。独自開発の「アロマキャッチャー」により、自然界の香りを採取し、再現している。トイレ用。他の電化製品が上から使えるサービスソケット付。
- クイックパンチ - 空間内やニオイの元に使用できるスプレータイプの住まいの消臭剤。シトラスの香り。発売当初はエアゾールであり、皮革製品にも使用できたが、缶底が抜ける事故が発生し、現在のトリガータイプになった。同時に、皮革製品には使用できなくなった。2015年9月製造終了。
- ポスト - 強力酸性タイプのトイレ・タイル洗浄剤。「強力酸性タイプトイレマジックリン」へ継承。
- ワンダーブルー - 水洗トイレ用インタンク芳香洗浄漂白剤
- エリアラグ
- リビングクロス 化学ぞうきん。

## 食品・飲料
- ヘルシア - ラインナップは詳細ページを参照。

### 製造終了品
- エコナ - 特定保健用食品の認可失効に伴って製造終了。詳細ページを参照。
- モントン - 菓子用ミックス。2001年に森永製菓に譲渡、商標権は引き続き花王が保有。
- クェーカーコーンフレークス
- sonae（そなえ）
  - ウィルバリア ホットエッセンス 柑橘風味 - スティック包装のカテキン粉末飲料（無果汁）。7本入は2021年5月、14本入は2022年7月に順次製造を終了した。（製造所：イーエスフーズ）
  - ウィルバリア 炭酸ウォータリングタブレット - 口の中でなめて溶かす炭酸発泡タブレット。2020年9月に発売された子ども向けの「いちご風味」は2022年1月、「レモンジンジャー&ハニー風味」は同年7月に順次製造終了となった。（製造所：住岡食品）

## 衛生用品・温熱用品
- メリーズ
- ロリエ
- リリーフ
  - 大人用紙おむつ（パンツ・テープ式）
    - パンツタイプ 超うす型まるで下着 - 2012年4月発売。通常容量のほかに、小容量のお試しパック（ホワイトは3枚入り、それ以外のカラーは2枚入り）が設定されている。以前発売されていた「超うす型 お出かけパンツ」の後継商品で、2015年9月のパッケージリニューアル時に「はつらつパンツ 超うす型まるで下着」から「パンツタイプ まるで下着」に製品名を変更し、2016年10月のリニューアルで再改名された。同年12月に色つきの「カラーパンツ」が追加発売され、ピンクとブルーの2色を設定。当初はM～Lサイズのみの設定だったが、2017年1月にL〜LLサイズを追加発売。さらに、同年4月に新色のラベンダーとアイボリーを追加発売された（ラベンダーとアイボリーは2枚入りのみの設定）。2018年9月にパッケージデザインを変更するリニューアルが行われ、「カラーパンツ」を含めたすべてのラインナップの名称を「2回分」に統一。併せて、へそ下丈（浅ばきタイプ）の「1回分 ローライズ（女性用 ピンクと男性用 ブルーの2種類を設定）」と「3回分（カラーはホワイトのみ、お試しパックは未設定）」が追加発売された。2019年9月に「2回分」のラベンダーとアイボリー、2020年9月に「3回分」が順次製造を終了。同年10月には「2回分」をリニューアル。生地と足回りを改良し、ピンクとブルーのお試しパックを除く全製品で入数を1枚減容（M～Lサイズ ホワイト:18枚→17枚、M～Lサイズ ピンク/ブルー:16枚→15枚、L～LLサイズ　ホワイト:16枚→15枚、L～LLサイズ ピンク/ブルー:14枚→13枚、お試しパック ホワイト:3枚→2枚）。なお、「1回分 ローライズ」は改良を受けずに2021年3月をもって製造を終了した。2022年10月のリニューアルでは、吸収体にスリットが入り、股下部分が下着と同じU字曲線に改良された。また、パッケージデザインは「リリーフ」の上にあった英字ロゴ（Relief）が無くなる代わりに、ブランドロゴの左側に「花王の」の表記が入るようになる。
    - パンツタイプ 安心のうす型 - 2012年4月に「うす型はつらつパンツ」の製品名・パッケージを変更。2015年9月のパッケージリニューアル時に「はつらつパンツ 安心のうす型」から製品名を変更した。2020年秋に「やわらかフィット設計」を採用してリニューアルされた（自然切替）。
    - パンツタイプ うす型たっぷり吸収 - 2018年9月発売。2020年秋に「やわらかフィット設計」を採用してリニューアルされた（自然切替）。
    - パンツタイプ たっぷり長時間 - 2015年4月のリニューアル時に「はつらつパンツ 長時間安心」から製品名を変更。同年9月のパッケージリニューアルして「はつらつパンツ たっぷり長時間」から再度製品名を変更。2020年秋に「やわらかフィット設計」を採用してリニューアルされた（自然切替）。
    - テープ式にもなるパンツ - パンツ・テープ式兼用2wayパンツ。2009年10月に「リハビリスタートパンツ」の製品名・パッケージを変更。2016年秋に新抗菌消臭成分を配合してリニューアルされた。
    - 股モレ安心テープ式 - テープ式紙おむつ。2009年10月のリニューアル時に「横モレ安心 吸水ギャザーおむつ」から改名。2014年5月には既存のMサイズ・Lサイズに加え、「モレ安心・肌さらさらテープ式」で発売されていたSサイズが改名・リニューアル。2016年秋に新抗菌消臭成分を配合してリニューアルされた。

  - 尿とりパッド
    - モレ安心パッド 強力吸収 - 2014年春に「昼用モレ安心・肌さらさら尿とりパッド」の製品名・パッケージを変更。2016年秋に新抗菌消臭成分を配合してリニューアル。2020年秋にパッドの幅が20cmに変更された（自然切替）。
    - モレ安心パッド 長時間たよれる - 長時間用。2014年4月のリニューアル時に「昼・長時間用モレ安心・肌さらさら尿とりパッド」の製品名を変更。2016年秋に新抗菌消臭成分を配合してリニューアルされた。
    - モレ安心パッド 一晩中ぐっすり - 夜用。2014年4月のリニューアル時に「夜用モレ安心・肌さらさら尿とりパッド」の製品名を変更。2016年秋に新抗菌消臭成分を配合してリニューアルされた。
    - 紙パンツ専用パッド 快適アロマ 安心フィット - 2020年10月発売。従来の「紙パンツ専用パッド 安心フィット」に尿臭ブロック香料を配合し、フレッシュフラワーの香りを付けたもの。徳用は従来品の57枚から52枚に減容された（標準容量の36枚は据え置き）。
    - 紙パンツ専用パッド 快適アロマ 一晩中安心フィット - 2020年10月発売。従来の「紙パンツ専用パッド 一晩中安心フィット」に尿臭ブロック香料を配合し、フレッシュフラワーの香りを付けたもの。入数は従来品から減容された（24枚→20枚、39枚→30枚）。

  - 吸水パンティライナー/ナプキン/ショーツ（軽失禁）
    - 綺麗ランジェリーライナー - 2021年11月発売。超うすタイプの吸水ライナー。
      - 少量用（15cc・長さ19cm）
      - 中量用（50cc・長さ23cm）

    - アクティブ吸水ショーツ - 2021年4月発売。使い切りタイプの吸水ショーツ（吸水量は80cc）。サイズはM-LとL-LLの2サイズ、入数は9枚入りの他に、お試しパックの2枚入りも設定される。
    - アクティブ吸水ナプキン - 2016年2月に「吸水セーフティ」の後継製品として「ふんわり吸水ナプキン」を発売。2020年4月に「吸引力1.5倍シート」と「脚まわりやわらか加工」を採用してリニューアルされ、製品名が変更された。
      - 少量用（20cc・長さ19cm） - 従来の「吸水セーフティ 少量用」の尿吸収量に相当。長さが「吸水セーフティ」に比べて2cm長くなったほか、「吸水セーフティ」では2容量あったラインナップは「お徳パック」として設定されていた44枚入に統合。2019年4月のリニューアルで32枚入に減容された。
      - 少・中量用（50cc・長さ23cm） - 従来の「吸水セーフティ 快適中量用」の尿吸収量に相当。長さが「吸水セーフティ」に比べて0.5cm長くなったほか、「吸水セーフティ」では2容量あったラインナップは「お徳パック」として設定されていた26枚入に統合。2019年4月のリニューアルで18枚入に減容された。
      - 中量用（80cc・長さ23cm） - 従来の「吸水セーフティ 安心中量用」の尿吸収量に相当。長さが「吸水セーフティ」に比べて0.5cm長くなったほか、「吸水セーフティ」では2容量あったラインナップは「お徳パック」として設定されていた22枚入に統合された。
      - 多い時用（120cc・長さ29cm） - 従来の「吸水セーフティ 多い時用」の尿吸収量に相当。
      - 長時間・夜用（180cc・長さ29cm） - 従来の「吸水セーフティ 長時間用」の尿吸収量に相当。

  - 介護用品
    - トイレに流せるおしりふき - 厚手・大判タイプの大人用おしりふき。2019年冬にリニューアル（自然切替）。パッケージデザインが変更され、本体容器はフィルムをはがしたときに文字要素が少ない白基調のシンプルデザインとなった。つめかえ用は旧デザインの容器にもつめかえ可能である。
- サニーナ - 「薬用サニーナ」と「薬用泡サニーナ」は2017年初夏、「サニーナトイレットロール」は同年秋にパッケージデザインをリニューアル。ブランドロゴも変更となり、「サニーナ」のロゴの下に英字表記の「sanina」も入るようになった。
  - 薬用サニーナ【医薬部外品】 - 1985年発売。スプレータイプのおしりの清浄剤。2019年4月にリニューアルされ、アルコールフリーとなった。
  - 薬用泡サニーナ【医薬部外品】 - 泡タイプのおしりの清浄剤。殺菌剤（塩化ベンザルコニウム）が追加配合されている。
  - サニーナトイレットロール - 仕上げ用トイレットペーパー。本体にはペーパーホルダーの上に設置するための固定用プレートが同梱されている。2本入りのつめかえ用も設定されている。2017年秋のパッケージリニューアルに伴い、本体のケースが緑から白となり、正面下部に模様が入るようになった。
- めぐりズム - 2022年9月（店舗や製品により、同年夏から秋にかけて順次切替）にイラストベースのシンプルデザインへ一新してリニューアルされ、ブランドロゴも変更された。
  - 蒸気の温熱シート
    - 肌に直接貼るタイプ【一般医療機器】 - 2008年10月に「蒸気温熱パワー 肌に貼るシート」のシートを伸縮素材に改良し、名称を変更（「下着の内側面に貼るタイプ」発売に伴って製品を区別するため、2009年10月に再改名）。2011年9月にトライアルサイズの4枚入りを追加設定。2012年10月に薄型シートを採用し改良。2018年9月（一部店舗は同年8月最終週）に「肌に直接貼るタイプ メントールin（清涼成分）」に準じたパッケージデザインに変更するリニューアルが行われた。
    - 下着の内側面に貼るタイプ【一般医療機器】 - 2009年10月発売。2018年9月（一部店舗は同年8月最終週）に「肌に直接貼るタイプ メントールin（清涼成分）」に準じたパッケージデザインに変更するリニューアルが行われた。

  - 蒸気でグッドナイト - 2012年10月発売。就寝前に首もとに貼るシート。当初は無香料・5枚入りのみの設定だったが、翌月に大容量の14枚入りを追加。2013年10月に香りつきの「夢見るラベンダーの香り」を追加発売した。2018年9月（一部店舗は同年8月最終週）にパッケージデザインが変更され、「蒸気でGood-Night（グッドナイト）」から製品名を変更し、「夢見るラベンダーの香り」は香調名も「ラベンダーの香り」へ変更。大容量を12枚に入りに減容するリニューアルが行われた。
  - 蒸気でホットアイマスク - 2007年9月発売。蒸気で温めるアイマスク（1回使いきりタイプ）。当初は「無香料」のみだったが、2008年9月に香りつきタイプの「ラベンダーセージの香り」と「カモミールジンジャーの香り」を追加発売（当初は5枚入りのみだったが、2009年9月に14枚入りを追加）したのを皮切りに、2011年9月には「咲きたてローズの香り」を（当初は5枚入りのみだったが、同年11月に14枚入りを追加）、2012年9月に「完熟ゆずの香り」を順次追加し、5種類が発売されている。2018年9月（一部店舗は同年8月最終週）のリニューアル時に「完熟ゆずの香り」以外の香りつきは「ラベンダーの香り」・「カモミールの香り」・「ローズの香り」にそれぞれ香調名が改名され、大容量は12枚入りに減容。2020年9月のリニューアルではアイマスクの色がピンクからブラウンに変更され、「森林浴の香り」を追加発売。2022年9月のリニューアルではアイマスクの素材が独自開発された新素材へ変更された。
  - 蒸気でホットアイマスク メントールin(爽快感) - 2013年9月発売。メントールを配合した蒸気で温めるアイマスク（1回使いきりタイプ）。フレッシュミントの香り。2017年6月のリニューアル時にアイマスクの色・柄とパッケージデザインを変更し、従来の「気分ほぐしてシャキ」から製品名を変更。2018年9月（一部店舗は同年8月最終週）のリニューアル時にアイマスクのフィット感を向上。2020年9月に肌触りを向上するリニューアルを行った。
  - 炭酸でやわらか足パック - 2020年4月に「炭酸でやわらか足シート」として発売。炭酸（起泡剤）とメントール（清涼成分）が配合された足用ジェルシート。ラベンダーミントの香り。発売当初、店頭では東京圏（東京都・神奈川県・千葉県・埼玉県）のドラッグストアのみの取扱で、その他の地域は一部ECサイトでの取扱となっていたが、2021年2月に店頭での販売エリアが全国に拡大された。2022年9月のリニューアルの伴い、製品名が変更された。
  - じんわりスチーム足パック - 2020年4月に「蒸気でじんわり足シート」として発売。温かい蒸気が出る足用シート。無香料。発売当初、店頭では東京圏（東京都・神奈川県・千葉県・埼玉県）のドラッグストアのみの取扱で、その他の地域は一部ECサイトでの取扱となっていたが、2021年2月に店頭での販売エリアが全国に拡大された。「炭酸でやわらか足パック」同様、2022年9月のリニューアルに伴い、製品名が変更された。

### 製造終了品
※メリーズの製造終了品は詳細記事を参照。
- フリーデイ（生理用ナプキン）【医薬部外品】 - ドライスルーシートを採用した生理用ナプキン。「ロリエ」へ機能統合のため廃止
  - セフティスリム
- 花王デオドラント・ライナー
- フリーデイ（軽失禁用品） - 2012年1月に「ロリエ」へ統合され、「ロリエ フリーデイ」に改称。
  - すぅーっとスリム
    - パンティライナーサイズ - 「ロリエ フリーデイ 吸水パンティライナー 微量用(〜3cc) 無香」へ継承。
    - パンティライナーサイズ 消臭タイプ - 「ロリエ フリーデイ 吸水パンティライナー 微量用(〜3cc) しっかり消臭」へ継承。
    - デリケートプラス - 「ロリエ フリーデイ 吸水パンティライナー 微量〜少量用(〜10cc) ふんわりシート」へ継承。
    - デオドラントプラス - 「ロリエ フリーデイ 吸水パンティライナー 微量〜少量用(〜10cc) しっかり消臭」へ継承。
    - 超薄ロング - 2012年1月製造終了。「ロリエ フリーデイ 吸水ナプキン スリム」が後継製品となる。

  - デオドラントライナー - 「ロリエ フリーデイ 吸水ナプキン」へ継承。
- 吸水セーフティ - 下着に装着して使用する軽失禁専用吸水ナプキン。元々は「レディセルフ 吸水セーフティ」として発売されていたが、2013年4月のリニューアル時に改名。少量用、快適中量用、安心中量用、多い時用、いつでも安心長時間用の5種類を展開したほか、同年10月からは少量用と快適中量用に極薄タイプの「スリム」も発売された。「リリーフ ふんわり吸水ナプキン」へ移行のため、2016年2月に全製品が製造終了となった。
- 花王マスク
  - 花王プリーツマスク
  - 花王立体マスク
- リリーフ
  - 大人用紙おむつ
    - モレ安心・肌さらさらテープ式 - テープ式紙おむつ。MサイズとLサイズは前述の「股モレ安心テープ式」へ統合のため2014年3月をもって製造を終了。Sサイズは同年5月に「股モレ安心テープ式」に改名・リニューアルした。
    - モレ安心・肌さらさらパンツ - 大人用紙パンツ。Sサイズ、Mサイズ、Lサイズ、LLサイズの4サイズが用意されていた。2019年3月をもって製造を終了。MサイズとLサイズは「パンツタイプ たっぷり長時間」が代替製品となる。

  - 尿とりパッド
    - さらさら尿とりパッド 54cmでスーパー安心吸収
    - 尿とりパッドスーパー 男性用
    - 超うす型おでかけパンツ - 2012年4月に「はつらつパンツ 超うす型まるで下着」へ継承
    - 女性用モレ安心尿とりパッド - 昼2-3時間ごとに交換するベーシックタイプ。2014年3月製造終了。
    - 男性用モレ安心尿とりパッド - 昼2-3時間ごとに交換するベーシックタイプ。2014年3月製造終了。
    - 紙パンツ専用パッド 安心フィット - 「紙パンツ専用パッド 快適アロマ 安心フィット」へ移行のため、2020年10月製造終了。
    - 紙パンツ専用パッド 一晩中安心フィット - 「紙パンツ専用パッド 快適アロマ 一晩中安心フィット」へ移行のため、2020年10月製造終了。

  - 軽失禁用品
    - リリーフ（専用サポーター付）（男性用・女性用） - 軽い尿モレ用下着。お徳用には専用サポーターは同梱されていない。
    - リリーフガード（男性用・女性用） - 「安心ガード」へ継承。
    - 安心ガード（男性用・女性用） - 「消臭安心ガード」に機能統合。
    - 安心ガード　女性用ナプキンタイプ - 「レディセルフ」に継承。
    - 消臭安心ガード（男性用・女性用） - 下着に装着して使用する吸水パッド。2019年6月製造終了。
    - レディセルフ - 女性用、ナプキンタイプの軽失禁用品。医療費控除対象品で初めて「コンチネンスケア」マークの認定を受けた商品。後に「レディセルフ　吸水セーフティ」としてブランド独立。
    - アクティブ吸水ナプキン スリムタイプ - 2017年4月に「スリムで快適 吸水ナプキン」として発売。ラインナップは少量用（20cc・長さ19cm）と少・中量用（50cc・長さ23cm）がラインナップされていた。2019年4月に「ふんわり吸水ナプキン」へラインナップを統合して改名。その際、入枚数が減容された（少量用:44枚→32枚、少・中量用:26枚→18枚）。2020年4月に「吸引力1.5倍シート」と「脚まわりやわらか加工」を採用してリニューアルされ、製品名が変更された。2021年11月製造終了。

  - 介護用品
    - おむつの消臭スプレー - 使用後の紙おむつに直接スプレーして泡で匂いを封じ込める消臭剤。塩素系である為「まぜるな危険」の表示がある。
    - 手指の殺菌・消毒洗浄料【医薬部外品】 - 塩化ベンザルコニウムとうるおい成分を配合した薬用手指洗浄料。介護の前後での使用を想定し、内容量は市販の薬用液体ハンドソープより多い400mlとしている。2015年9月製造終了。
    - ポータブルトイレの消臭フォーム - 緑茶消臭成分を配合したフォームタイプのポータブルトイレ専用消臭剤。2015年9月製造終了。
    - お部屋の消臭スプレー - 衣類・布・空間用消臭剤。ほのかなサクラの香り。2015年9月製造終了。
    - おむつ取換え手袋 - 天然ゴム使用の使い捨てタイプ（タイ製）。2020年9月製造終了。

  - 尿シミ防止スプレー
    - メンズブロック - 2020年4月（一部ECサイトは同年2月）発売。ズボンへの尿シミ防止や消臭を目的としたスプレーで、着用前の下着の外側からスプレーし、乾いてから着用する（エタノールを含むため、アルコール過敏症の方は使用不可）。「リリーフ」を冠するものの、パッケージデザインは外装袋がブラック基調に蛍光色を配したデザイン、ボトルはグレー基調となり、「リリーフ」のブランドロゴはモノクロとなり小さく表記される。また、店頭では男性化粧品売り場に陳列される。2022年9月末製造終了。
- スマートガード - 男性用 軽い尿もれケアパッド。下着（ブリーフやボクサーパンツとの併用が勧められている）と一緒に使用する。2015年秋のパッケージリニューアルで「消臭ストロング」の表記が入り、品目名も従来の「男性用吸水ガード（軽い尿もれ用）」から変更となった。3枚入りは2019年3月、16枚入りは2020年3月に順次製造終了となった。
- プロフィット - リブドゥコーポレーションと共同開発した大人用紙おむつブランド。「リリーフ」へ機能統合のため廃止された。
  - パンツ・テープ止め
    - はくパンツ 長時間あんしん - 「リリーフ モレ安心・肌さらさらパンツ」へ継承。なお、「はくパンツ」はリブドゥコーポレーションの登録商標である。
    - はくパンツ うす型快適 - 既存の「リリーフ うす型はつらつパンツ」へ継承。
    - 介護の達人 横モレ解決テープ止め - 「リリーフ モレ安心・肌さらさらテープ式」へ継承。

  - 尿とりパッド
    - 介護の達人 尿とりパッド 女性用 - 「リリーフ 女性用モレ安心尿とりパッド」へ継承。
    - 介護の達人 尿とりパッド 男性用 - 「リリーフ 男性用モレ安心尿とりパッド」へ継承。
    - 介護の達人 尿とりパッド パワフル吸収 - 「リリーフ 昼用モレ安心・肌さらさら尿とりパッド」へ継承。
    - 介護の達人 尿とりパッド 長時間パワフル吸収 - 「リリーフ 昼・長時間用モレ安心・肌さらさら尿とりパッド」へ継承。
    - 介護の達人 尿とりパッド 1枚で一晩中吸収 - 「リリーフ 夜用モレ安心・肌さらさら尿とりパッド」へ継承。
- サニーナティッシュ - 仕上げふき用ティッシュ。「サニーナトイレットロール」をポケットティッシュタイプにした携帯用で、元々は「サニーナトイレットティッシュ」の製品名で発売されていた。2017年夏に他の「サニーナ」シリーズと共にブランドロゴ変更に伴うパッケージデザインの変更が行われたが、2020年4月製造終了。
- ハンザプラスト※（ガーゼつき救急絆創膏。大正製薬から譲受。ドイツ・バイヤスドルフとの提携商品）
- めぐりズム
  - 蒸気の温熱シート ストレッチサポーター付きセット【一般医療機器】 - ストレッチサポーター付のセット品。2010年9月末製造終了。
  - 蒸気温熱パワー 腰腹用ワイドシート【一般医療機器】 - 専用ベルトに入れて使用する蒸気が出る温熱シート。2010年9月末製造終了。（専用ベルトは雑貨）
  - 蒸気でホットアイマスク ユーカリグリーンの香り - 蒸気で温めるアイマスク（1回使いきりタイプ）。2014年3月製造終了。
  - 蒸気でホットアイマスク FOR MEN 無香料 - 蒸気で温めるアイマスク（1回使いきりタイプ）。男性向けにカラーをブラウン系に変更したもの。リニューアルに伴い、2020年8月製造終了。
  - 蒸気の温熱シート 爽快感プラス【一般医療機器】 - 2009年10月発売。メントールを配合し、中央にミシン目を入れた2連シートを採用した蒸気が出る温熱シート。2015年3月製造終了。
  - 蒸気の温熱シート 肌に直接貼るタイプ メントールin（爽快成分）【一般医療機器】 - 2017年11月発売。「蒸気の温熱シート 肌に直接貼るタイプ」に爽快成分としてメントールを配合したもの。以前発売されていた「蒸気の温熱シート 爽快感プラス」の実質的な後継製品だが、シートの形状が異なる。ブランドリニューアルに伴うラインナップ整理のため、2022年8月製造終了。
  - 蒸気の温熱シート 爽快感プラス 足用サポーター付セット【一般医療機器】 - 2010年9月発売。「蒸気の温熱シート 爽快感プラス」にひざやふくらはぎに貼ったシートを固定するための足用サポーターを同梱したセット品。2015年3月製造終了。
  - 蒸気でホットマスク - 2018年11月発売。蒸気シート一体型・立体タイプのマスク。発売当初はラベンダーミントの香りのみで、サイズは小さめとふつうの2種類を設定し、店頭では東京圏（東京都・神奈川県・千葉県・埼玉県）のドラッグストアのみの取り扱いで、その他の地域は一部ECサイトでの取り扱いとなっていたが、2019年10月にラベンダーミントの香りのサイズバリエーションを「ふつう」のみに絞ってパッケージデザインを変更するとともに、無香料とハニーレモンの香りを追加して3種類となり、店頭での販売エリアが全国に拡大された。「蒸気の温熱シート 肌に直接貼るタイプ メントールin（爽快成分）」同様、ブランドリニューアルに伴うラインナップ整理のため、2022年8月製造終了。
- sonae ウィルバリア スチームアロマカップ ユーカリメントール - 2019年10月発売。蒸気で香るカップ型芳香剤（使いきりタイプ）。1枚入（袋）と7枚入（箱）の2種類を設定。2022年7月製造終了。

## 現行カテゴリ以外の製造終了品
ここでは、既に撤退した部門の商品の一覧を紹介する。

### 捕殺虫剤
- キスカ【医薬部外品】
- ゴキブリキスカ（→キスカG）【医薬部外品】
- キスカ電子蚊とり器
- キスカ蚊とりマット【医薬部外品】 - ナショナル電子蚊とり器共用。
- ニューキスカF1（蚊・はえ用）【医薬部外品】
- ニューキスカG2（ごきぶり・家だに用）【医薬部外品】
- ニューキスカ電子蚊とり器
- ニューキスカ蚊とりマット【医薬部外品】

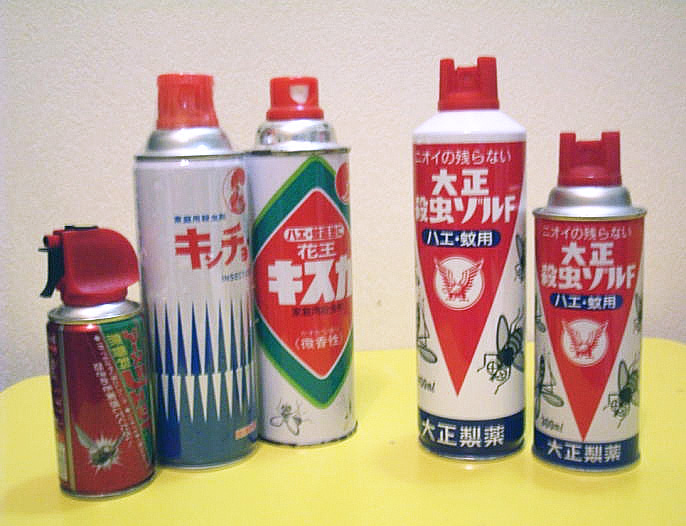
ハエ・蚊用エアゾール剤（左から3番目がキスカ）
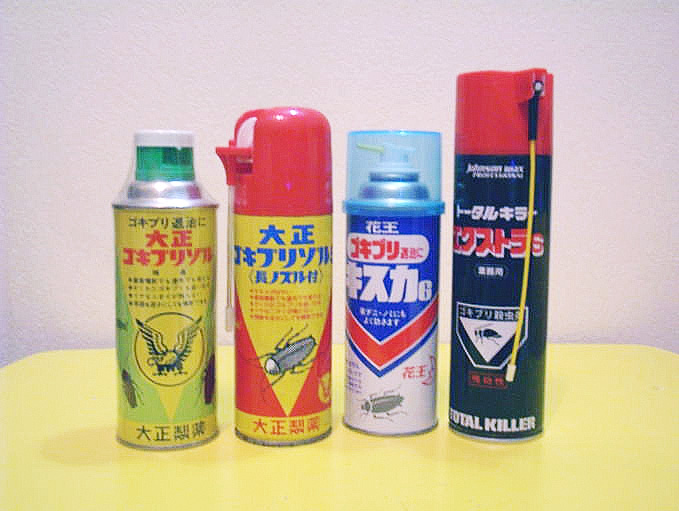
ゴキブリ用エアゾール剤（右から2番目がゴキブリキスカ）
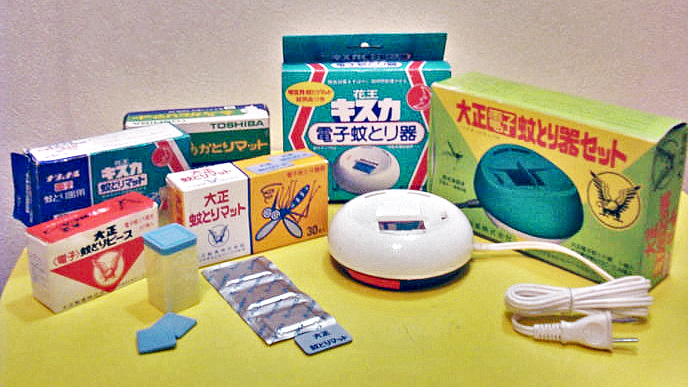
電気蚊取り器（加熱用器具と薬剤）（左から1番目が、キスカ蚊とりマット、右から2番目が、キスカ電子蚊とり器）

### 情報機器（KAOブランド、およびKAODIGITAL SOUNDブランド〉）
花王の界面制御技術を生かした情報機器群である。本カテゴリでは、通常の月のマークは初期の5インチフロッピーディスクで使われた程度であった。その後、「花王」の文字の無い月のマークがKAOロゴの右に付くようになったが、これもやがて消滅。後に、パッケージ、およびカートン（梱包）裏面又は側面の「花王株式会社」の右に小さく月のマークが付くようになったが、最終的には本カテゴリでは月のマークは使われなくなった。また、本カテゴリの製品専用に、電話によるサポート窓口「花王コンタクトダイヤル」（但し一般回線・現在は閉鎖）が設置されていた。同電話番号では花王の情報機器に関する意見・質問の他、フロッピーディスク一般に関する問い合わせも受け付けていた。（但し開設時間は平日の9:00〜17:00までで、土日祝は休みであった。）
- フロッピーディスク（1987年〜1998年[1]） - 花王の界面制御技術を応用し（自社開発バインダー採用など）、エラーゼロを目指した高信頼ディスク。磁気ヘッド上のホコリなどの汚れを除去するクリーニング機構も業界に先駆けて搭載された。PCショップや家電量販店・文具店の他、一部の書店でも下記3シリーズを中心に販売されていた。1998年4月22日、本事業からの撤退が決定した[1]。生産完了後、この技術は「アイフィール 目もとじんわりスチーマー」や「めぐりズム」などの温熱用品に応用されることとなる。
  - ワープロフォーマットシリーズ - ワープロ専用機専用初期化済フロッピーディスク。各社主要機種に対応。発売当初は3.5インチ2DDのみであったが、ワープロ専用機の3.5インチ2HD対応に伴い、後ほど3.5インチ2HDも発売された。
  - Withソフトシリーズ - パソコン専用。表計算ソフト「アシストカルク」などの体験版や、オリジナルゲーム「花王フロッピー劇場」などが付属していた。その為、通常品に比べて入り数がその分1枚多くなっている。ソフト不要な場合、ソフトディスクをお使いの機種で再フォーマットすることにより、一般のフロッピーディスクとして使用できる。この為、お徳用マルチパックという側面もあった。なお、ソフトディスク以外は、ソフトが対応している機種専用にフォーマット済である。ソフトのマニュアルは中綴じ製本の小冊子で付属していた。主な対応機種はNEC PC-9800シリーズ、MSXなど。「ゲームディスク」などソフトのジャンルを表す文言、商用ソフト体験版付属製品にはそのタイトルがパッケージに印刷されていた為、その用途・ソフト専用だと思って購入された客もしばしばいた。（実際にはソフトディスク以外用途は限られていない。）
  - リアルソフトパック - 上記「Withソフトシリーズ」と併売されたフロッピーディスクのソフト付マルチパック。こちらは主に商用ソフトの機能限定版が付属していた。その為か、対応機種メーカーはロゴタイプで表記されていた。主な対応機種は上記に同じ。
- 光磁気ディスク
- 録音用ミニディスク（MD）（1996年〜1998年） - 記録用MDメディアとしては1996年に参入。それ故に消費者からの認知度に関しては後述するDATテープ以上に高くなかった。
- DATテープカートリッジ（一般用「KX」シリーズ、および業務用「KX PRO」シリーズ。1991年〜1998年） - 同社のフロッピーディスクで培った界面制御技術を応用。ドロップアウトなどによるエラー耐性に優れ、特に業務用の「KX PRO」は高温多湿下での長期使用にも耐えた高耐久テープであり、多くのDATレコーダー愛好家から一定の高い評価を受けた。また、自社のDAT用テープを用い、自社が独自制作したクラシック音楽（主に室内楽中心）の作品などのDAT用オリジナルミュージックテープも数量限定で発売された。また、自社から発売されたDAT用ミュージックテープのデュプリケーターにはナカミチ製のDATトランスポートユニット「Nakamichi 1000」が用いられていた。
- CD-R（1997年〜1998年） - データ用のみ。事業撤退直前の1997年に参入したためか、消費者からの認知度に関しては先述の録音用MDメディア同様に高くなかった。
- インクリボン
  - ワープロ用 - 多くはリバーシブル仕様であり、使い切った後も裏返して下書き用として使用できた。大学生協では、UNIV. CO-OPブランドで販売されていた。
  - 普通紙ホームファクシミリ用
- OA用紙
  - ワープロ用紙
  - FAX用紙
  - インクジェットプリンター用紙 - インク吸収性、速乾性に優れた特殊コートが施されていた。
- CD-ROM - コンビニ限定販売（発売初期は一部の食品スーパーでも販売）。毎月6タイトルずつリリース。（発売タイトルはスペースの都合上割愛）主にゲームソフト。フロッピーディスク「Withソフトシリーズ」「リアルソフトパック」の実質的な後継商品であった。「KAO」のブランドロゴは、第一弾であった「パズルの惑星」（開発元：世界文化社）などごく一部のタイトルにしか無かった。発売当初はブリスターパックであったが、後に化粧箱入りとなった。主な取扱店はセブン-イレブン、ファミリーマート、サークルK、サンクスなど。発売タイトルの大半は花王オリジナルソフトであったが、末期には、「バーチャファイターPC」（発売元：日本IBM）などのメジャーゲームタイトルも発売された。価格が安価であることも特徴だった。また、パッケージソフトウェア（主にマイクロソフト製品）のCD-ROMプレスも受託で行われていた。事業拠点は日本、アメリカ、カナダ、アイルランドの4ヶ国にあった。1998年8月5日、本事業は他社に売却することが決定し、これにより情報機器事業は終焉した[2]。

### 一般用医薬品・ヘルスケア品
☆印はスイスに本拠地を置くノバルティスの一般用医薬品部門であるノバルティス コンシューマーヘルスケア社との合弁会社として設立していたノバルティス花王の製品。2001年から販売を行っていたが、2002年3月で法人を解散することとなり、製造・販売を終了した。
- クレゾール石鹸【医薬品】
- アイフィール（目薬）☆【医薬品】（製造販売元：東亜薬品）
- アイフィール 目もとじんわりスチーマー☆ - 付属の香り袋を目枕に入れ、温熱シートの上に目枕を置いて使用する目元用スチーマー。目枕付のスターターキットと香り袋・温熱シートのみの取替え用がラインナップされていた。なお、本製品の販売終了後、自社製品として発売されている「めぐりズム 蒸気でホットアイマスク」が実質的な後継製品となっており、温熱シート単独で使用できるようになっている。
- プログラム（犬猫用ノミ駆除剤）☆【動物用医薬品】 - 薬局・薬店で買える、餌に混ぜて飲ませるだけのノミ駆除剤。かつては三共（現・第一三共）が動物病院向けに製造・販売していた。
  - プログラムC液（猫用） - 医療用「プログラム液」のスイッチOTC。餌に滴下して経口投与。有効成分はルフェヌロン。
  - プログラムA（犬猫両用・成虫駆除用） - 有効成分はニテンピラム。
  - プログラムD錠（犬用） - 医療用「プログラム錠」のスイッチOTC。有効成分はルフェヌロン。

※ 一般向け製品終了後はノバルティスアニマルヘルスケア株式会社が動物病院向けに製造・販売を継続していたが、販売は終了になった。
※Amazonや楽天市場は一般向けに製品終了後もノバルティスがそのまま販売は継続したが、製造終了に伴い、在庫限りで販売終了となった。

過去に「プログラム錠M」・「プログラム錠L」・「プログラム錠LL」がある。
- ケアステップ☆（靴下用消臭剤） - 抗真菌剤クロトリマゾールを配合した、靴下・ストッキングを履いたまま踏むだけの靴下用消臭・衛生スプレー。前述の通り医薬品成分を含有するが、皮膚に直接使用するものではない為雑貨品（消臭剤）扱いとなっている。この為、薬局・薬店の他、スーパーマーケット、ホームセンターなどでも取り扱っていた。また、皮膚（素足）に直接使用しないよう、注意書きもあった。つけかえ用、携帯用、靴・マット用もあった。

### ペット用品
- 花王ペットケア
  - 水なしお手入れセット
- ワンだふる
  - ワンだふる健康ボディ - 以下のシリーズは2011年3月で全品製造終了
    - リンスインシャンプー
    - トリートメント
    - グルーミングシート
    - ウェットティッシュ

  - ワンだふる清潔トイレ - 犬用システムトイレ。専用トレー、脱臭・抗菌マット、専用さらさらのカバーにトレーニングDVDと冊子を同梱したセット品。愛犬の体型に合わせ、レギュラーサイズ（幅48cm×奥行38cm・小型犬用）とワイドサイズ（幅74cm×奥行51cm・小〜中型犬用）の2種類があった。2013年3月製造終了。
  - ワンだふる清潔トイレ さらさらのカバー - 「ワンだふる清潔トイレ」専用の犬システムトイレ用カバー（2〜3日ごとに交換）。レギュラー・ワイドサイズ共用で、レギュラーサイズに使用する場合は中央のミシン目を破いて1/2枚ずつ使用する。2013年9月製造終了。
- ニャンとも清潔トイレ - 2024年6月1日付で製造・販売権がエステーへ譲渡[3][4]。
  - セット - 猫用システムトイレ。フルカバー付のドームタイプとチップの飛び散りを防ぐ砂返しが付いたハーフカバー付のオープンタイプの2タイプがあり、各2色ずつ、全4種がある。フルカバー又はハーフカバーにスノコ、引き出し付トレー、専用スコップ、脱臭・抗菌チップ 大きめの粒（2.5L）、脱臭・抗菌シート（4枚）を同梱。トイレ本体は3つのパーツによる組立構造となっている。「クリアクリーン チェンジ」と共に英語表記の「kao」ロゴを導入した最初の製品である。2013年9月のリニューアル時にクリップ付スコップがハーフカバー外枠またはフルカバーの通気穴に引っ掛けて本体にセットできるようになり、付属していた専用スタンドを廃止。カラーはアイボリーからライトベージュに変更した（ブラウンは継続設定）。なお、フルカバー・ハーフカバー・専用スコップは破損時の交換部品として「花王ダイレクト販売サービス」にて販売されている（リニューアルに伴いトレー寸法を変更したため、フルカバー・ハーブカバーは従来品と改良品で互換性がないので交換部品を購入の際は注意が必要）。2017年5月のリニューアル時に脱臭・抗菌マット（2枚）を脱臭・抗菌シート（1枚）に変更。2019年3月（一部ECサイトは同年2月）に脱臭・抗菌シートを1枚から4枚に増量し、セット品のみで約1ヶ月使用可能なようにリニューアルされた。
  - シンプルタイプ - 2015年3月に「成猫用スタートセット」として発売。トイレ本体はスノコとトレイのみで引き出しやカバーがないシンプル構造。2017年5月のリニューアル時に脱臭・抗菌マット（2枚）を脱臭・抗菌シート（1枚）に変更。2021年10月にリニューアルされ、スノコの色をグリーンからライトベージュに、同梱される脱臭・抗菌チップを極小の粒（2.5L）から小さめの粒（2.5L）にそれぞれ変更、脱臭・抗菌シートは1枚から4枚に増量され、パッケージデザインと製品名も変更された。
  - すいすいコンパクト - 2013年1月に「セット 子ねこ用」として発売。子猫や小型の成猫（体重3.5kgまで）に対応した猫用システムトイレ。セット内容（同梱する脱臭・抗菌チップは1.5L入りに変更）や専用トレーの構造は「シンプルタイプ」と同じだが、トレーの入り口を7.5cmに下げ、コンパクトサイズとしている。2015年3月のリニューアル時に同梱する脱臭・抗菌チップを小さめの粒から極小の粒に変更、2017年5月のリニューアル時に脱臭・抗菌マット（2枚）を脱臭・抗菌シート（1枚×2袋）に変更、2021年10月にリニューアルされ、スノコの色をオレンジからペールオレンジに変更、同梱される脱臭・抗菌チップを6年7ヶ月ぶりに小さめの粒に戻し、脱臭・抗菌シートは2枚（1枚×2袋）から4枚に増量され、パッケージデザインと製品名も変更された。
  - のびのびリラックス - 2021年10月発売。大型猫や複数飼育にも対応するワイドサイズ。トレイはドームタイプやオープンタイプ同様に引き出し式となり、カバーの出入口は手前側の両角に2ヵ所設けている。他のセット品同様、脱臭・抗菌チップ（4.5L）と脱臭・抗菌シート（4枚）が同梱されており、同梱の脱臭・抗菌チップは大きめの粒となる。
  - 脱臭・抗菌チップ - 木質タイプの猫システムトイレ用砂（システムトイレ各社共通）。「大きめの粒」、「小さめの粒」、「極小の粒（2015年3月発売）」の3種類がある。2021年春に2.5Lのパッケージデザインを変更（自然切替）。また、「大きめの粒」の4Lは同年3月にパッケージデザインの変更に加えて内容量を4.4Lに増量してリニューアルされ、同時に、「小さめの粒」と「極小の粒」に4.4Lを追加発売。同年秋には「大きめの粒」の4.4Lのパッケージデザインが変更（自然切替）され、同年10月に「小さめの粒」が粒の大きさとパッケージデザインを変更してリニューアルされた。
  - 脱臭・抗菌チップ 超快デオプレミアム - 2021年3月発売（一部店舗では2020年10月に先行発売）。「脱臭・抗菌チップ」に「便臭トラップ成分」を配合してウンチに対する脱臭効果を強化した製品。大きめの粒・4.4L入りのみの設定。
  - 脱臭・抗菌マット - 「ニャンとも清潔トイレ」専用の猫システムトイレ用吸収体。すいすいコンパクト（旧小ねこ用）は1枚、オープンタイプ・ドームタイプ・シンプルタイプ（旧ベーシックタイプ）・のびのびリラックスは2枚1組で使用する。2013年9月のパッケージリニューアル時に「ワンだふる清潔トイレ」の廃止に伴って製品名を変更。2019年3月にリニューアルされ、パッケージデザインが変更された。
  - 脱臭・抗菌シート - 2017年3月発売。「ニャンとも清潔トイレ」専用の猫システムトイレ用吸収シート。当初は4枚入と8枚入の2つの入数がラインナップされていたが、2021年3月に12枚入を追加発売するとともに、4枚入・8枚入は同年春にパッケージデザインが変更された（自然切替）。
  - 脱臭・抗菌シート 複数ねこ用 - 2017年9月発売。「脱臭・抗菌シート」の脱臭及び吸収性能を高めて複数飼育に対応した製品。2021年3月にリニューアル。パッケージデザインを変更するとともに、入数を従来の6枚から8枚に増量した。
  - 脱臭・抗菌シート 超快デオプレミアム - 2021年3月発売。「脱臭・抗菌シート」に「消臭パワー強化成分」を配合し、脱臭力を強化した製品。大容量の12枚入のみの設定。
- ヘルスラボ - エコナの技術を応用したドッグフード。これまでは通信販売「花王の通販」のみで扱っていたが、2009年2月に店頭販売を開始した。年齢にあわせ、「ヤングアダルト」、「アダルト」、「シニア」の3種類があり、それぞれ「ふつう粒」と「小粒」の2タイプ、2サイズの容量があり、全12アイテムの品揃え。「エコナ」の特定保健用食品認可の失効に伴い、製造を中止した。なお、ドッグフード以外にも大和製衡と共同開発した「ヘルスラボ犬用体脂肪計」やスキンケア技術を生かした犬用保湿系シャンプー「ヘルスラボシャンプー」がある。犬用体脂肪計は大和製衡から動物病院専用に販売されており飼い主向けの販売は行っていないが、シャンプーは動物病院を通じて購入することができる（動物用医薬部外品や動物用医薬品ではないが、必ず獣医師の指示に従って使用する）。

### その他
- ベガ（カーケア用品） - カー用品店、ホームセンター（カー用品売場）の他、主要製品は食品スーパー、総合GMS、ドラッグストアの住居用洗剤売場でも販売されていた。
  - カーマイペット　ベガ - 第一弾商品。水を使わずにワックス洗車できる画期的な製品であった。
  - ベガクロス - 上記製品と併用する拭き取り・拭き上げ用タオル。ブック状で、面が汚れたら次々めくって常にきれいな面で拭ける。住まいの掃除にも使える。
  - ワックス強化タイプ - 「カーマイペット　ベガ」の耐久性、光沢、効果の持続性に優れたプレミアムタイプ。使用法は「カーマイペット　ベガ」と同じ。
  - 車内の消臭ミスト - 車内空間、シート（白物・淡色系の布製及び本革を除く）からエアコン吹き出し口まで使える自動車用消臭剤。爽快なミントの香り。ノンガスミストタイプ。
  - アロマドライブ - 「WiLL One Week アロマ」と同一形状の自動車用芳香剤。香りの持続は開封後1週間。自動車用に粘着力を強化したテープを使用している為、裏面には「住まい等では使用しないこと」の明記がある。
  - WAX洗車シート - ウエットシートタイプ。5枚入り。
- スマッシュ（噴霧器）
- スマッシュ（台所用紙ふきん）
- シェフ（キッチンペーパーなど・現在は業務用のみ） - 発売当初は宮城県限定販売であった。
- ペルソナ（剃刀）
- Soo（快眠用品） - セドロール配合。
- テサ パワーストリップ（粘着テープ）※ - 現在はニチバンより「ナイスタック テサ パワーストリップ」として発売
- 花王クレヨン - 当時のグループ企業、大日本クレヨン（後に花王クレヨン）の製品であった。
- 靴クリーム - 同上。
- はっぴい工房（通販限定商品） - 一部商品はイオングループ店舗でも販売された。
  - 香り楽しみませんか？ - 洗濯の際、洗剤と一緒に入れる衣料用芳香剤。
  - お洗たくでUV
  - 超音波ポイント汚れクリーナー
  - PAT（切花用活性化剤） - 後述。
  - ただいまそうじ虫 - 「クイックルワイパー　ドライシート」を使用するロボット掃除機。

## ギフト製品
※アタック、ニュービーズ、バブのギフト製品は各詳細記事を参照のこと。
- 花王ホワイト - 店頭販売品「花王石鹸ホワイト」のギフト仕様。10個入り（K・W-10）と15個入り（K・W-15）の2種類（スーパー・小売店向け）。
- 花王ホワイト（包装デザイン品） - 「花王石鹸ホワイト」にコーポレートカラーの包装デザイン（ブランドロゴ入り）を施した仕様。6個入り（K・W-06）と10個入り（K・W-10）の2種類（スーパー・小売店向け）。
- 花王ホワイト セレクト - ギフト限定の「上品な白い花束の香り」とした固形石鹸。ゴールドとシルバーの2種類のデザインがあるが、中身は同一である。3個入り（K・WS-05）、6個入り（K・WS-10）、9個入り（K・WS-15）、12個入り（K・WS-20）、18個入り（K・WS-30、9個×2箱）の5種類がある。

## 業務用製品
業務用製品はグループ会社の花王プロフェッショナル・サービス株式会社が販売している。また、従来、製品名に日本語表記の「花王」を表記していた製品は新CI導入に伴い、英字表記の「Kao」に変更または「花王」の表記を無くしている。
一部の製品には「Kaoプロシリーズ（旧CIでは「花王プロシリーズ」）」と表示されているが、2014年8月に発売された「業務用トイレクイックル」から「Kaoプロフェッショナル」にシリーズ名が改められており、既存製品も順次「Kaoプロフェッショナル」に切り替わっている。
また、2016年からは、洗剤や漂白剤の一部製品において、ブランドロゴを中央に小さく配置し、品目名を上部に大きく表示した共通パッケージに移行されていたが、2017年秋からはブランドロゴが大きくなり、品目名はブランドロゴの真下に表記している「業務用」の下に移動するパッケージ変更が行われた。
なお、製品名の前には、便宜上、以下の記号を記す。
- ☆印:「Kaoプロフェッショナル」製品
- ★印:「Kaoプロシリーズ」製品
- (NK)/(K):共通パッケージ仕様製品（ブランドロゴを大きく配した仕様変更品は(NK)とする）、品目名を《》内に示す。一部OEM商品も、(K)に相当する商品があるため標示する

### 手指洗浄剤
- ☆クリーン&クリーンF1 薬用ハンドウォッシュ【医薬部外品】 - 2012年2月発売。液体タイプ。
- ☆クリーン&クリーンX7 薬用ハンドウォッシュ【医薬部外品】 - 2012年4月発売。別売の専用フォーマー（つめかえ容器）を用いることで、使用量を従来品の1/7（約0.3ml）に抑え、原液で使用可能なコンパクトタイプ。
- ☆Kao薬用ハンドソープ【医薬部外品】 - 無香料・7〜10倍希釈タイプ。2017年2月にリニューアルし、殺菌成分をトリクロサンからイソプロピルメチルフェノールに変更した（製造販売元：アルボース）。
- ☆(NK)ビオレu 泡ハンドソープ【医薬部外品】 - 2015年9月に「フルーツの香り」を発売するとともに、「マイルドシトラスの香り」をリニューアルし、「ビオレu 泡で出てくるハンドソープ」から改名した。
- McDハンドソープ【医薬部外品】 - 日本マクドナルド向けOEM製品。
- ソフティ - 病院・介護施設向け。CIの変更に伴い、「花王ソフティ」から改名
  - 薬用ハンドウォッシュ10【医薬部外品】
  - EX-CARE（エクスケア） 泡ハンドウォッシュ
  - EX-CARE（エクスケア） コンパクト泡ハンドウォッシュ - 濃縮タイプ
  - 薬用泡ハンドウォッシュ クイック&クリア【医薬部外品】 - 2011年11月発売。リリースコントロール剤GE、トリクロサン（殺菌成分）、セラミド機能成分（テトラデシロキシPGヒドロキシエチルデカナミド）、ユーカリエキスを配合した泡で出てくるハンドソープ。
  - 薬用泡ハンドウォッシュ コンパクト【医薬部外品】 - ポンプタイプのほかに、カートリッジ式の専用オートディスペンサーも設定されている。
- EX-CARE（エクスケア）コンパクト 泡ハンドウォッシュ 専用オートディスペンサー - 2019年3月発売。非接触型・乾電池式オートディスペンサー。「ソフティ EX-CAREコンパクト 泡ハンドウォッシュ」をベースにした専用カートリッジボトルとセットで使用する（カートリッジボトル交換時はノズルも一緒に交換する）。本品は「ソフティ」から独立したブランドとして扱われる。

### 手指消毒剤
- ☆ハンドスキッシュ アルコール消毒剤【指定医薬部外品】 - エタノール配合。2012年1月に「C&Cハンドスキッシュ」をリニューアル。
- ☆ハンドスキッシュEX【指定医薬部外品】 - 2010年4月発売。ベンザルコニウム塩化物配合（溶剤としてエタノールを配合）。本体（500ml）はショートノズルとロングノズルがある。また、2021年1月には、グレーのボトルとブランドロゴを表示しないシンプルデザインとした「デザインボトル」を、同年4月にロック機構付の150ml入りスプレーが順次追加発売された。
- ソフティ - 病院・介護施設向け
  - ハンドクリーン 手指消毒液【指定医薬部外品】 - 2012年1月発売。エタノールを有効成分としたリキッドタイプ。保湿成分として、セラミド機能成分も配合。
  - ハンドクリーン 手指消毒ジェル【指定医薬部外品】 - 2012年1月発売。エタノールを有効成分としたジェルタイプ。保湿成分として、セラミド機能成分も配合。

### ハンドケア（病院・介護施設向け）
- ソフティ - CIの変更に伴い、「花王ソフティ」から改名
  - ハンドローション
  - 薬用クリーム【医薬部外品】

### 食器用洗剤
- ☆ワンダフル - 高級アルコール系（元々は1952年に日本初の家庭用弱アルカリ性洗濯洗剤でデビューした(「花王粉せんたく」から改称)。その後は家庭用台所用洗剤「ワンダフル-K」も発売されていた）。食器洗浄機の前洗いにも使用可能な低泡性。無香料・無着色。
- ストリーム - 植物系洗浄成分AGを配合
  - ☆パワーストリームコンク - 6倍濃縮タイプ。
  - ☆ストリームエコ - 750ml入りの使い切りパウチとし、環境保全に配慮した6倍濃縮タイプ。1箱（4袋）で一斗缶（18L）分になる。
- ☆(K)パフォーミィ - 希釈不要型のコンパクトタイプ。当初はプラスチックボトル入りだったが、2015年に「エアホールドグリップ」が付いたパウチ入りに変更した。
- ☆ネオペレックスL-1000 - 「ストリーム」同様、以前は一斗缶入りで発売されていたが、廃棄性を考慮し、BIB（バッグインボックス）タイプに変更した。
- ☆(NK)ファミリーフレッシュ 業務用 - 植物系洗浄成分を配合。高級アルコール系。ライムの香り。2013年3月までは家庭用も製造されていた。
- ☆(NK)チェリーナ - ローションタイプ。LAS系。柑橘系の香り。かつては家庭用も販売されていた。
- ☆(NK)キュキュット 業務用 - 2014年10月発売。一般用での「レギュラー（オレンジの香り）」相当。
- ☆(NK)キュキュット クリア除菌 業務用
- ☆(NK)モア コンパクト - 2017年5月発売。「モア」の濃縮タイプ。無香料。なお、「モアコンパクト」はかつて家庭用で発売されていた。
- ☆バイオガード中性洗剤 - 2015年5月発売。
- ☆(K)食器用中性洗剤KD-90 - 「パワーストリームコンク」のラベル違い品。一部取引先で流通。
- ☆アクシャルシルバーフレッシュP - 銀食器についた黒ずみ汚れを落とす銀食器専用浸漬洗浄剤。

### 食器洗浄機用洗浄剤
- アクシャル
  - ☆アクシャルニュースターAP - 無りん粉末パウチタイプ（特殊界面活性剤配合）。使用の際は専用供給システムが必要。
  - ☆アクシャルニュースターAN - 無りん粉末パウチタイプ（アルカリ剤配合、医薬用外劇物非該当）。使用の際は専用供給システムが必要。
  - ☆アクシャルニュースターNB - 無りん粉末パウチタイプ（塩素系漂白成分配合）。「まぜるな危険」の表記がある。
  - ☆アクシャルニュースターLB - アルカリ塩類に茶渋汚れの付着を防ぐ塩素系漂白剤配合した無りん液体タイプ（医薬用外劇物非該当）。「まぜるな危険」の表記がある。容器の色が黄緑色となったが、これは塩素ガスの色で、「まぜるな危険」を暗に想起させる色と思われる。
  - ☆アクシャルニュースターLS - アルカリ成分・界面活性剤に汚れの再付着を防ぐ特殊分散剤を配合した無りん液体タイプ（医薬用外劇物非該当）。
  - ☆アクシャルニュースター液体NR - 無りん液体タイプ（ウォータースポット抑制成分・アルカリ成分配合、医薬用外劇物非該当）。
  - ☆アクシャルニュースタープレミアム - 水滴防止成分WEと洗浄力強化成分HCにより、ウォータースポットと色素汚れをダブルで抑制する無りん粉末タイプ。
  - ☆アクシャルニュースター液体プレミアム - 水滴防止成分WEと洗浄力強化成分HCにより、ウォータースポットと色素汚れをダブルで抑制する無りん液体タイプ。
  - ☆アクシャル - アルカリ成分と汚れの再付着を防ぐ特殊分散剤を配合した無りん液体タイプ（医薬用外劇物非該当）。
  - ☆アクシャルP - アルカリ塩類と塩素系漂白剤を配合した無りん液体タイプ（医薬用外劇物非該当）。容器の色が黄緑色になったが、理由は「アクシャルニュースターLB」と同じ通りと思われる。
  - ☆アクシャルES 漂白剤in - アルカリ剤と塩素系漂白剤配合（医薬用外劇物非該当）。供給装置不要で、専用のESポットに補充するだけで使用可能なアンダーカウンター・小型ドア対応粉末タイプ。
  - ☆アクシャルCN2【医薬用外劇物】 - 専用供給装置にセットして使用する無りん・濃縮カートリッジタイプ（特殊界面活性剤・塩素系漂白剤を配合）。水酸化ナトリウム40%含有（製造元：広栄化学工業）。
  - ☆アクシャルスーパーS【医薬用外劇物】 - 液体タイプ。水酸化ナトリウム15%含有（製造元：攝津製油）。
  - ☆アクシャルCP2【医薬用外劇物】 - 専用供給装置にセットして使用する濃縮カートリッジタイプ（塩素系漂白剤配合）。水酸化ナトリウム50%含有（製造元:広栄化学工業）。
  - ☆アクシャルニュースターNR - 粉末パウチタイプ（ウォータースポット抑制成分配合）。使用の際は専用供給システムが必要。
  - ☆アクシャルEP - 粉末パウチタイプ。使用の際は専用供給システムが必要。
  - ☆アクシャルEN - 無りん粉末パウチタイプ（特殊界面活性剤配合）。使用の際は専用供給システムが必要。
  - ☆アクシャルSPコンパクト【医薬用外劇物】 - 液体タイプ（特殊キレート剤配合）。水酸化ナトリウム25%含有（製造元：攝津製油）。

### 食器洗浄機用リンス剤
- アクシャル
  - ☆アクシャルニュースターリンス - 低発泡性。
  - ☆アクシャルドライリンス - 食品添加物（ソルビタン脂肪酸エステル）で作られた低発泡性。
  - ☆アクシャルリンス - 食品添加物を使用。

### プラコン用洗浄剤
- クリアロン
  - ☆クリアロンPK - パウチ・有りんタイプ。
  - ☆クリアロンNK - パウチ・無りんタイプ（医薬用外劇物非該当）。
  - ☆クリアロンL - 液体・中性タイプ

### 前洗い用浸漬剤
- アクシャル
  - ☆アクシャルニュースター前浸漬用洗浄剤
  - ☆アクシャル前洗い用洗剤 - つけ置きで米飯やタンパク汚れが落ちやすくなり、洗浄温度が上がると泡立ちが小さくなる設計の低泡性中性洗剤。最近の配合変更により、液剤を薄めた時の濁りが抑えられ、食器の視認性が向上した。
  - ☆クリアロンSK - 浸漬洗浄剤。「クリアロンPK」・「クリアロンNK」などの非劇物洗浄剤と併用して使用する。

### スケール除去剤
- アクシャル
  - ☆アクシャルスケール除去剤用中和剤
  - ☆アクシャルスケール除去剤 - 食器洗浄機や茹で麺機に付着したスケールを除去する酸性タイプ。下記「中和剤」と併用して使う。

### 銀食器専用除去剤
- ☆アクシャルシルバーフレッシュP

### 厨房設備用洗浄剤
- マジックリン
  - ☆(NK)マジックリン除菌プラス - 《厨房・ホール用洗剤》
  - ☆(NK)ワイドマジックリン 業務用 - 《厨房・水まわり用洗剤》 プロ向け専用処方。1.2kgパウチ、3.5kgボトルがあり、前者には計量スプーンが付属。
- ☆Kaoパワークリーナー - プロフェッショナル専用の強力タイプ。水酸化ナトリウム配合。（普通物）専用スプレー容器により、スプレーでの使用も可能（要保護メガネ）。
- ☆Kaoグリドル用クリーナー - 食品添加物が主成分のグリドル専用クリーナー。
- ☆Kaoスチコンクリーナー - むせる原因となる溶剤などの揮発成分を不使用としたスチームコンベクションオーブン庫内用洗浄剤（プロフェッショナル専用・アルカリ性）。使用の際は専用スプレー容器（ショートノズルタイプ(ロック付)・ロングノズルタイプ）が必要。
- クリンキーパー
  - ☆パワークリンキーパー - 強力除菌洗浄剤（プロフェッショナル専用・アルカリ性）。水酸化カリウム配合。
  - ☆パワークリンキーパー 高速すすぎ - 2011年11月発売。強力除菌洗浄剤（プロフェショナル専用・アルカリ性）。
- ☆(K)スマッシュ - 2020年9月発売。「超浸透テクノロジー」によりアルカリフリーとした中性タイプの厨房油汚れ用洗剤。「Kaoプロフェッショナル」のロゴは裏面に小さく表記されている。
- ★ホーミング - クリームクレンザー
- ☆(K)油汚れ用強力洗浄剤KE-90 - 「Kaoパワークリーナー」のラベル違い品。一部取引先で流通。

### 除菌洗浄剤
- ☆クリンキーパー - 第4級アンモニウム塩を配合した多目的・中性タイプ。
- ☆バイオガード 除菌コート剤 - 2015年5月発売。食品と食品添加物の成分でできた除菌コート剤。

### 食品加工機器用洗浄剤
- クリアロン
  - ☆クリアロンワイドフォーム
  - ☆クリアロンワイドフォーム 低腐食タイプ
  - ☆クリアロンワイドフォーム ハード汚れタイプ
  - ☆クリアロンワイドフォーム 高速すすぎ - 2011年11月発売。アルミや銅製の食品加工機器にも使用可能な低腐食仕様とした高速すすぎタイプ。

### 除菌漂白剤
- ハイター
  - ☆(NK)キッチンハイター 業務用 - 《厨房用除菌漂白剤》 2.7kg入り、5kg入りがあり、前者はキャップで計量が、後者は計量キャップなどのつめかえ用器具が装着可能。
  - ☆(NK)キッチン泡ハイター 業務用 - 《厨房用除菌漂白剤》 業務用は1000ml入り。家庭用の400ml用スプレーはチューブの長さが異なる為使用できない。（「強力カビハイター」も同様）
  - ☆除菌タブレットハイター - タブレットタイプの厨房用除菌漂白剤（水に投入して使用）。2018年に「Kaoプロフェッショナル」へ移行された際に外箱がコンパクト化された。
  - ☆(NK)キッチンワイドハイター 業務用 - 《厨房用除菌漂白剤》 「キッチンハイター　粉末酸素系」の業務用仕様。
- ☆月星ブリーチC - 次亜塩素酸ナトリウム（食品添加物）が主成分の液体塩素系漂白剤。
- ★(K)除菌漂白剤 KB6 - 仕様は「月星ブリーチC」と同じ、食品添加物（殺菌料）。

### 塩素系洗浄剤
- ハイター
  - ☆泡洗浄ハイター1000 - 2015年9月発売。次亜塩素酸塩と界面活性剤を配合したスプレータイプの除菌洗浄剤。
  - ☆強力カビハイター 業務用
  - ☆(NK)パイプハイター 高粘度ジェル - 《排水パイプ用洗浄剤》 業務用は2kg入り。専用計量キャップ付属。2018年には計量キャップ無しの「つけかえ用」が追加発売された。

### エタノール製剤
- スキッシュ
  - ☆パワースキッシュ - エタノールとグリセリン脂肪酸エステルを配合した食品添加物（除菌スプレー）。食品に直接噴霧するか、練り込む、又は食品を液に浸漬させて使用。調理機器・食器にも適用拡大された。
  - ☆ワイドスキッシュ - 食品に使用可能な成分だけで作られた除菌スプレー。発売当初は製品として食品添加物の認可が取れていなかった為食品に直接使用できなかったが、現在は食品添加物となり食品に適用拡大された。消防法上の危険物に該当しない。
  - ☆スキッシュ - 除菌用アルコールスプレー（食品添加物）。逆さでも使用可能なエアゾールタイプ。液残りしないミックスガス（LPG+窒素）仕様。食品への直接噴霧も可能。

### グリーストラップ清掃用品
- ☆Kaoグリース吸着シート - 2011年4月発売。ポリプロピレンの積層シートがグリーストラップの油分離槽に溜まった油を吸着するシート。蓋の効果によりニオイも抑制する。カットタイプとロールタイプの2種類がある。
- ☆Kao捕集ネット - 2011年4月発売。バスケットに装着することでグリースストラップに流れてくる残渣類を捕集するネット。グリーストラップの大きさに合わせて3サイズがラインナップされている。
- ★Kao汚泥キャッチャー - 2011年4月発売。「Kaoグリース吸着シート」の取出しや底に沈んだ汚泥を掬い取るメッシュ構造の角型ヘッドを採用したグリーストラップ用清掃器具。グリーストラップの大きさに合わせて2サイズをラインナップする。

### クッキングペーパー
- CHEF（シェフ） - 2019年9月に全面リニューアルし、「シェフ」を英字表記に変更。「Kaoプロフェッショナル」ロゴは裏面に小さく表記された。
  - ☆CHEF プレミアム - 高密度構造タイプ。以前は「シェフ キッチンペーパー」として発売されていた。
  - ☆CHEF たっぷり吸収 - 高密度層と低密度層の2重構造タイプ。2012年4月の発売当初は「シェフたっぷり吸収シート」の名称であった。
- ☆(K)キッチンペーパー KP160 - 仕様は「CHEF たっぷり吸収」と同じ。

### ホール・客室清掃用洗浄剤
- ☆(NK)ガラスマジックリン 業務用 - 《ガラス・鏡用洗剤》 スプレー缶入りの「強力タイプ」もラインナップする。
- ☆(NK)マイペット 業務用 - 《ホール用洗剤》 旧名称は「月星クリーナー」。
- ☆(NK)かんたんマイペット 業務用 - 《ホール用洗剤》

### フロア用清掃用具
- ☆(NK)クイックルワイパー 業務用 - 《フロア用そうじシート〈ワイドサイズ〉》 業務用では幅500mm×奥行110mmのワイドヘッドを使用している。なお、家庭用とは異なり、「立体吸着ドライシート」・「立体吸着ウエットシート」は別売り。

### 廃油処理剤
- ☆月星油固化剤 - 無添加・無着色の植物性油脂の働きで油を固める。

### 固形石鹸
- ☆花王石鹸 業務用

### インバス
- キュー - ハーブミックスをアレンジしたフローラルグリーンの香りのインバスブランド。元々はカネボウ化粧品が製造していたが、2016年9月のリニューアルで製造を花王へ移管し、「Kaoプロフェッショナル」のシリーズ品となった。
  - ☆ボディウォッシュ
  - ☆シャンプー
  - ☆コンディショナー
  - ☆リンスインシャンプー
- フィエスタ - 2016年2月に「フィエスタ ピュアシャイン」シリーズを発売。
  - ☆ボディウォッシュ
  - ☆モイストシャンプー
  - ☆モイストリンス
  - ☆リンスインシャンプー
  - ☆ピュアシャイン ボディウォッシュ
  - ☆ピュアシャイン シャンプー
  - ☆ピュアシャイン コンディショナー
  - ☆ピュアシャイン リンスインシャンプー
- ジュリス - 2021年1月発売。弱酸性・無着色設計。1.8L入りのキャップ付スタウトパウチ仕様のつめかえ用、専用アプリケーター（400ml/800ml）に加え、リンスインシャンプーを除く3種類には、中身が入った380mlポンプも設定される。
  - ボディソープ
  - シャンプー
  - ヘアコンディショナー
  - リンスインシャンプー - 本品には380mlポンプが設定されないため、つめかえ用と専用アプリケーターをセットで購入する必要がある
- リズミィ - ハーブエキス（カミツレエキス）を配合したインバスブランド。2020年4月にリニューアルされた。
  - ☆ボディウォッシュ
  - ☆シャンプー
  - ☆リンス
  - ☆リンスインシャンプー
- レアーナ - 2016年8月にリニューアル。
  - ☆ボディウォッシュ
  - ☆シャンプー
  - ☆コンディショナー
- ☆ビオレu 業務用 - 素肌とおなじ弱酸性（かつては中性）の全身洗浄料。業務用は現在、フレッシュフローラルの香りのみ、かつ10L入りBIBのみである。専用アプリケーターの他、家庭用ビオレu（フレッシュフローラルの香り）のポンプボトルにも詰め替え可能である。
- ラビューティ - 元々は美容院向けブランドとして発売されていたが、2018年12月にホテル向けアメニティとしてブランドを復活した。キャップ付スタウトパウチ仕様のつめかえ用での展開で、容量はいずれも1350ml入りとなる。スリムスクエア形状の専用アプリケーターも設定されている。
  - うるおいボディソープ
  - うるおいヘアシャンプー
  - うるおいヘアコンディショナー

### 化粧品
- フィエスタ
  - ☆フォーメン フェイスローション - 男性向け化粧水
  - ☆フォーメン ミルキーローション - 男性向け乳液
  - ☆フォーメン ヘアトニック
  - ☆フォーメン ヘアリキッド
  - ☆フェイスローション - 化粧水
  - ☆ミルキーローション - セラミド2、ユーカリエキス配合乳液。
  - ☆クレンジングウォッシュ - メイク落としと洗顔料が一体となった製品。弱酸性。
  - ☆フィエスタ 洗顔・手洗いフォーム - 2012年2月発売。

### 入浴剤
- ☆バブ 業務用【医薬部外品】 - 業務用はゆずの香り、森の香り、ラベンダーの香り、クール ミントの香りの4種類で、中身は家庭用のものと同じだが、外箱はイラストなどを一切排除した白となり、ブランドロゴは上面にあるだけで、あとは説明書き（使用上の注意、効能、使用法、成分）が記載されている程度となる。

### 大人用紙おむつ
- リリーフ（病院・施設用）
  - 股もれ防止テープ止め - テープ式タイプ。「股モレ安心テープ式」の病院・施設向け仕様。
  - パワフルテープ止め - テープ式タイプ。
  - パワフル2Wayパンツ - パンツとテープ式が一体となった2Wayタイプ。「テープ式にもなるパンツ」の病院・施設向け仕様。
  - 超うすリハパン - パンツタイプ。転倒予防医学研究会推奨。
  - パワフルパンツ - パンツタイプ。「モレ安心・肌さらさらパンツ」の病院・施設向け仕様。
  - パワフル尿取りパッド - 尿取りパッド。スーパー・2番（「モレ安心パッド 安心吸収」の病院・施設向け仕様）、ワイド・3番（「モレ安心パッド 長時間たよれる」の病院・施設向け仕様）、ワイドロング・4番、ワイド夜用・5番（「モレ安心パッド 一晩中ぐっすり」の病院・施設向け仕様）、スーパービッグ・7番、スーパービッグプラス・9番の6種類をラインナップする。
  - 重ねて安心シート - 紙おむつやパッドと重ねて使用することで吸収力を高める補助パッド。防水シートを使用していないため、モレ対策用に使うことも可能。
  - フラットタイプ - おむつカバーと併用するタイプ。
  - 紙パンツ専用パッド 安心フィット 無香料タイプ - パンツ用尿取りパッド
  - レギュラー尿取りパッド
  - スーパー尿取りパッド

### ホルダーパンツ
- リリーフ ぴったりフィットパンツ - 「パワフル尿取りパッド」と併用して使用。

### 排泄ケア
- サニーナ 薬用スプレー状おしりふき【医薬部外品】 - 「サニーナ」の業務用仕様。スプレーガンタイプ。2019年6月にアルコールフリー化され、パッケージデザインを変更するリニューアルが行われた。
- ソフティ
  - 薬用洗浄料【医薬部外品】- 2010年7月発売。
  - 保護オイル - 2010年7月発売。スプレータイプのスキンオイル。
  - 泡洗浄料

### シャンプー・ボディウォッシュ（病院・介護施設向け）
- ソフティ
  - 泡のヘッド&ボディシャンプー
  - 泡のしっとりボディウォッシュ - 2020年2月発売。泡タイプのボディウォッシュ。BIB（バッグインボックス）仕様で、専用の詰め替え容器に詰替えて使用する。
  - ヘッド&ボディシャンプー - 弱酸性の全身シャンプー。フレッシュフローラルの香りの微香性「MILD（マイルド）」と、グレープフルーツの香りの「AROMA（アロマ）」の2種類。
  - リンスインシャンプー - 弱酸性のリンス入りシャンプー。
  - 薬用ボディウォッシュ【医薬部外品】 - 弱酸性のボディソープ。肌あれ防止成分配合。

### ボディケア（病院・介護施設向け）
- ソフティ
  - 浴用化粧料 肌ケア - 1本で、入浴・手浴・足浴、上がり湯、身体の洗浄、清拭に使用できる浴用化粧料。計量キャップ付の400ml入りとポンプタイプの120mlの2サイズ（なお、400ml入りから120ml入りへのつめかえは不可）。
  - 薬用ミルクローション【医薬部外品】 - セラミドAPと肌あれ防止成分を配合したボディローション。
  - サラッとうるおうローション - 2020年2月発売。

### 環境整備品（病院・介護施設向け）
- 医療施設用クリンキーパー - 除菌洗浄剤
- セイフキープ
  - 医療施設用セイフキープ - ペーパータイプ。2010年3月に「ワイドタイプ」、2021年2月に「ワイド ふた付きピロー」が順次発売された。
  - セイフキープ 24時間抗菌シート - 2021年7月発売。アルコール成分不使用タイプ。80枚入りのふた付きピローと、専用容器に詰替えて使用する大容量300枚入りのバケツタイプ つめかえ用がある。
  - 医療施設用セイフキープ次亜シート - シートと次亜塩素酸ナトリウムの専用液がセット（各10本ずつの10セットが1箱）になっており、専用液をシートに注いで使用する（含浸後は2週間を目安に使用するように指示されている）。
- 病院用ハイター - 次亜塩素酸ナトリウム6%水溶液
- 医療施設用泡洗浄ハイター1000 - 2012年5月発売。スプレータイプの除菌洗浄剤。
- ☆かんたん汚物処理キット 長袖タイプ - 2018年発売。感染症リスクのある嘔吐物・排泄物などを処理するためのキット。使い捨てのマスク・長袖ガウン・手袋・帽子・靴カバー、水分をすばやく吸収する高吸収シート、組み立て式の紙製ヘラ、計量カップ、回収用のポリ袋、マニュアルが1セットになっている。

### 看護用衛生品
- ヒーリア デオドラントパッド - 2019年8月発売。 市販のドレッシング材の上から覆うようにあてて使用する創（創傷）用消臭パッド。

### 歩行ケア品
- SOO クールローション - 2019年9月発売。運動前に使用する冷涼感タイプ（メントール配合）のボディローション。「SOO」はもともと家庭向けの快眠用品（ただし、"o"が小文字の「Soo」表記）のブランドとして発売されており、用途を転換してのブランド復活となる。

### 医療用医薬品等
- ステリゾール - 内視鏡・医療器具の殺菌消毒剤
  - ステリゾール液2%・20%【医療用医薬品劇薬】
  - ステリゾールS液3%・15%【医療用医薬品劇薬】
- 局方品・その他
  - 「花王」メディカルハイター液6W/V%【医療用医薬品】 - 次亜塩素酸ナトリウム6%含有。医療器具、手術野の消毒等に適用。医療用医薬品であるため、医療関係者の専用サイトでのみ情報を閲覧できる。
  - 「花王」アルコールラビング液0.2W/V%【医療用医薬品】 - 塩化ベンザルコニウム0.2%含有した速乾性すり込み式手指消毒剤。
  - 日本薬局方消毒用エタノール【医療用医薬品】 - 手指、皮膚、手術野、医療器具の消毒に適用。
  - クロヘキシンアルコール液0.5%【医療用医薬品】 - グルコン酸クロルヘキシジンを0.5%含有した速乾性すりこみ式手指消毒剤。
  - 消プロ「ハチ」70【医療用医薬品】 - イソプロパノール70%含有。
  - コンクノール液10%【医療用医薬品】（製造販売元：マイラン製薬）
  - 日本薬局方塩化ベンザルコニウム液10%【医療用医薬品】 - 逆性石けん液。手指・皮膚から手術野、医療器具さらに手術室等の環境にまで広範囲に使用できる。必ずうすめて使用。
  - ネグミン液【医療用医薬品】 - ポビドンヨード液。外用専用の為、うがいには使用できない。無菌製剤。（製造販売元：マイラン製薬）
  - クロヘキスクラブ【医療用医薬品】 - 手指・皮膚の洗浄と消毒が一度にできる外用殺菌消毒剤（グルコン酸クロルヘキシジン）
- バイオテクト - サクラ精機と共同開発の医療施設用洗浄剤（販売もサクラ精機）
  - バイオテクト55 - 血液などのタンパク汚れを落とす液体洗剤。
  - バイオテクト66
  - バイオテクト88
- ダイアクリーン - 血液透析装置用除菌洗浄剤
- 花王滅菌バッグ
- 花王滅菌バッグ プラズマ用
- ミルラーム【医薬部外品】 - ハンドソープ。殺菌剤として自社開発のセチルリン酸ベンザルコニウム（逆性石鹸成分）、洗浄剤としてAG（アルキルグルコシド）を配合している。販売はメルク製薬。
- メリーズ さらさらエアスルー 新生児用 - 3kgまでの「新生児用 小さめ」と5kgまでの「新生児用 大きめ」の2種類。

### ホーム用

#### 粉末洗剤
- ハーベスト
  - ☆バイオハーベスト パワークリアショット - 2011年3月発売。ランドリー用ワンショット洗剤。
  - ☆バイオハーベスト ハード汚れ用
  - ☆バイオハーベスト 低温洗浄用
  - ☆バイオハーベスト 無蛍光

#### 液体洗剤
- ☆アクティベイトV200
- アクアウォッシュ - ウェットクリーニング用
  - ☆アクアウォッシュ毛布・黒もの用 - 柔軟成分配合
  - ☆アクアウォッシュ抗菌 - 抗菌成分配合
  - ☆アクアウォッシュ洗浄剤 - 4倍濃縮タイプ
  - ☆アクアウォッシュBW
  - ☆アクアウォッシュLP - 低泡性タイプ

#### 柔軟剤
- ☆KaoソフターE
- ☆Kaoソフター抗菌 - 抗菌成分配合
- ☆Kaoソフター - クリーニング用（15kg入り）
- ☆Kaoソフター1/3 - クリーニング用（10kg入り）

#### 漂白剤
- ☆Kao新スーパーブリーチP - 強力酸素系漂白剤
- ☆KaoニューブリーチP - 酸素系漂白剤

#### 仕上げ剤
- ☆アクアウォッシュ仕上剤 - ウェットクリーニング用

#### 抗菌剤
- ☆抗菌ワンダー - 衣料用抗菌処理剤。柔軟剤と異なり柔軟効果はないが、カチオン系なので続けて柔軟剤や糊剤の処理が可能である。本品は家庭用洗濯機での使用が可能。（のり剤ではない）

### 粉末石鹸（クリーニング用）
- 月星
  - ☆月星クリーニング石鹸 - 無りん・無蛍光設計。
  - ☆月星中低温石鹸 - クリーニング用洗剤

### リネン用

#### 粉末洗剤
- ランエース
  - ☆ランエースP-25
  - ☆ランエースP-55 無りん
  - ☆ランエースP-51/P-51 無りん
  - ☆ランエースダスコン用
  - ☆ランエースP-68 無りん
- ハーベスト
  - ☆ハーベストV500
  - ☆ハーベストホワイト
  - ☆バイオハーベスト リネン用

#### 液体洗剤
- ☆アクティベイトL-40
- ☆ランエースL-50

#### サワー剤
- ☆コンパックホワイト - 塩素系漂白剤とは併用不可。

#### 助剤
- ハーベスト
  - ☆ハーベストAQ - ランドリー用アルカリ助剤
  - ☆アルカリハーベスト - ランドリー用アルカリ助剤
  - ☆ハーベストBLストロング/BLストロング無りん - ランドリー用白度向上剤

#### 漂白剤
- ☆ホワイトパワー - 洗浄漂白強化剤。塩素系や還元系漂白剤との併用は不可。

#### 柔軟剤
- ☆Kaoニュー吸水ソフター - 濃縮・無香料タイプ。

### トイレ用洗浄剤
- マジックリン
  - ☆(NK)トイレマジックリン 強力クレンザー 業務用 - 《トイレ用クレンザー》
  - ☆(NK)トイレマジックリン 消臭・洗浄スプレー 業務用 - 《トイレ用洗剤》
  - ☆(NK)トイレマジックリン 消臭・洗浄スプレー 消臭ストロング 業務用 - 《トイレ用洗剤》
  - ☆(NK)トイレマジックリン 消臭・洗浄スプレー ツヤツヤコートプラス 業務用 - 《トイレ用洗剤》 業務用では、エレガントローズの香りのみの設定。
- ☆トイレハイター - トイレ用洗浄剤。従来の「花王トイレクリーナー」を改良。
- ☆(K)トイレ用そうじシート KT20-M - 2018年2月発売。「トイレクイックル」の業務用。別売りの「つめかえ容器」につめかえて使用する。

### 衣類用洗剤
以下の製品は家庭用洗濯機にも使用可能である。
- アタック
  - ☆(NK)アタック 業務用 - 《洗たく用洗剤》 2017年2月発売。2.5kg入りと10kgが設定されている。
  - ☆(NK)アタックZERO 業務用 - 《超濃縮洗たく用洗剤》 2019年4月発売。従来発売されていた「ウルトラアタックNeo」同様、2kg入りのキャップ付パウチタイプ（エアホールドグリップ付）で、別売りの「超濃縮液体洗たく用洗剤業務用つめかえ計量容器（600ml）」または、一般用の「アタックZERO」の容器（ボトル・大ボトル・ワンハンドタイプいずれにも可能）につめかえて使用する。
  - ☆(NK)アタック 消臭ストロングジェル - 《洗たく用洗剤》2014年12月発売。「液体洗たく用洗剤業務用つめかえ計量容器」または一般用の「アタック 消臭ストロングジェル」のボトルに詰替えるか、別売りの「Kao業務用ボトル専用計量キャップ」を装着して使用する。
- ビック
  - ☆液体ビック 無蛍光・無香料タイプ - 食材に触れるおそれのある軍手やふきんにも使用可能な液体タイプ。
  - ☆液体ビック バイオ酵素 - 一部のクリーニング店でも購入可能。
  - ☆液体ビック 作業着洗い - 2010年1月発売。作業着用。一部のホームセンターでも購入可能。
  - ☆ビック ダスターウォッシュ - ふきん・ダスター用。以前発売されていた「月星ダスターウォッシュ」を「ビック」ブランドに変更。
  - ☆ビック 除菌プラス - 酸素系漂白剤配合の無蛍光粉末洗剤（一部クリーニング店でも購入可能）。

### 衣料用柔軟剤
以下の製品はクリーニング用にも設定されているが、ここで述べるのはボトル入り（Kaoソフターは4.5kg入り、Kaoソフター1/3は2.1kg入り）で、家庭用洗濯機への使用も可能である。
- ☆Kaoソフター
- ☆Kaoソフター1/3 - 「ハミング」の業務用仕様。一部ホームセンターでも購入可能。

### 衣料用漂白剤
- ハイター
  - ☆(NK)ワイドハイターEXパワー 粉末タイプ 業務用 - 2017年2月発売。
  - ☆ワイドハイターEXパワー
  - ☆(NK)ハイターE - 現在は業務用のみ（一部ホームセンターでも購入可能）。
- ☆Kaoブリーチ - 小さく捨てられる大容量BIB（バッグインボックス）タイプ（18kg入り）。

### アメニティ
- ★ハンドソープ泡用 磁器アプリケーター - 磁器製で最初から泡で出てくる手指洗浄剤用アプリケーター。シリコーンゴム製のマットが同梱する。「ビオレu 泡ハンドソープ」、「クリーン&クリーンF1 薬用ハンドウォッシュ」に使用可能。

### 消臭剤
- リセッシュ除菌EX - 業務用専用詰め替え容器に詰め替えて使用するが、家庭用製品のスプレーボトル（英語版）に詰め替えて使用することも可能。
  - ☆(NK)業務用 - 《衣類・布製品・空間用消臭剤》 業務用は「グリーンハーブの香り」と「香り残らない」の2種類。
  - ☆(NK)デオドラントパワー 香り残らない 業務用 - 《衣類・布製品・空間用消臭剤》
  - ☆(NK)消臭ストロング 業務用 - 《衣類・布製品・空間用消臭剤》 2014年12月発売。

### 小型アメニティ
以下の製品は全て家庭用で発売されている製品で、1本16ml入りのミニサイズである
- ビオレu 業務用
- エッセンシャル
  - スマートリペア シャンプー 業務用
  - スマートリペア コンディショナー 業務用
- メリット
  - シャンプー 業務用
  - コンディショナー 業務用

### 浴室用洗剤
- マジックリン
  - ☆(NK)バスマジックリン 業務用
  - ☆(NK)バスマジックリン SUPER CLEAN 業務用 - 2018年6月発売。グリーンハーブの香りのみ。
  - ☆(NK)ホテルバスマジックリン - 客室ユニットバス専用。無残香タイプ。
- ☆ヌルツキカット - 大浴場（温泉やスーパー銭湯）・プールのヌルツキ汚れを落とすアルカリ性強力洗浄剤。

### その他業務用洗浄剤
- ★ハイゼンS-100 - 船舶用中性洗剤。マルポール条約附属書II適合。
- ☆月星クリーナーS - 建物外壁・コンクリート床から車両まで使用可能な強力洗浄剤。

### 容器・ツール

#### 清掃洗浄ツール
- ☆業務用つめかえ容器 - 目盛付の洗浄剤・除菌剤専用詰め替え容器。800ml容量のつめかえ容器と600ml容量のつめかえスプレー容器の2種で、各容器には「厨房設備洗浄剤用（緑ラベル）」、「設備洗浄剤用（白ラベル）」、「除菌洗浄剤用（ピンクラベル）」、「強力除菌洗浄剤用（水色ラベル）」、「強力洗浄剤用（青ラベル）」を設定。さらに、つめかえ容器には「食器用洗剤用（黄ラベル）」、つめかえスプレー容器には「アルコール製剤用（赤ラベル）」も設定される。また、「強力除菌洗浄剤用」と「強力洗浄剤用」はロック付スプレーとロングノズルスプレーの2種類が用意されている。
- 住居用洗剤 つめかえ用スプレー容器 - 「マジックリン」シリーズ、「かんたんマイペット」、「クリンキーパー」用の400ml容量のスプレー容器。計量目盛付で、ノズルの切替つまみで泡の広さが切替可能。
- ☆バイオガード除菌洗浄剤 つめかえスクイズ容器 - 「バイオガード除菌洗浄剤」専用のつめかえ容器。「マジックリン」シリーズのボトル品や「マイペット」と同じ形状。
- ☆パワークリンキーパー 高速すすぎ 専用スプレー容器 -  「パワークリンキーパー 高速すすぎ」専用のつめかえ容器。製品が塩素系の為、スプレーにロック機構が付いている。
- ☆中性洗剤 業務用つめかえ容器 1mLポンプタイプ - 中性洗剤や食器用洗剤に使用可能なポンプタイプのつめかえ容器。1プッシュで約1mLが出る。容量は400mL（約400プッシュ分）。
- ☆食器用洗剤 業務用つめかえ容器 ポンプタイプ - 食器用洗剤に使用可能なポンプタイプのつめかえ容器。1プッシュで約3mLが出る。裏面には希釈用の計量目盛が付いている（先に水を希釈倍率に応じた線まで入れ、その後で洗剤を定量線まで入れ、キャップを閉めて数回逆さにしてよく混ぜてから使用する）。容量は900mL（約300プッシュ分）。
- ☆パフォーミー 専用つめ替え容器 - 「パフォーミー」専用のつめかえ容器。容器そのものは前述した「中性洗剤 業務用つめかえ容器 1mLポンプタイプ」と同じだが、製品と同じ黄色のボトルである。
- ☆キュキュットシリーズ 専用つめかえ容器 - 「キュキュット」シリーズ専用のつめかえ容器。容量は一般用のボトル（240mL）やデザインポンプ（300mL）よりも大きい400mL（約400プッシュ分）となる。
- ☆液体洗剤希釈用ボトル - 「ストリーム」シリーズ、「モアコンパクト」、「Kao薬用ハンドソープ」などを希釈する際に使用する空ボトル。先に青色の線まで水を入れてから赤色の希釈線まで洗剤を入れ、ふたを閉めて数回逆さにして混ぜる。10倍希釈まで対応する2Lと、12倍希釈まで対応する5Lの2種類がある。
- ★Kao業務用30Lタンク - ストックタンクとして使用可能な希釈液用大型タンク。希釈目盛シールがボトルに貼付済で、タンクが大型のため、希釈時に混ぜるための撹拌棒が同梱し、小分け用のコックが装着されている。
- ☆Kaoスチコンクリーナー 専用スプレー容器 - 「Kaoスチコンクリーナー」専用のつめかえスプレー容器。大型のスチコンにも対応するロングノズルタイプと、塩素系製品にも用いられているロック付の2種類がある。
- ☆Kaoフォームガン - 水道の水圧を利用して自動で洗浄剤を吸い上げ、セットした倍率設定チップに合わせて一定濃度の希釈液が泡状で散布。耐薬品性に優れたオール樹脂製のハンディタイプの発泡器。保護メガネや接続ホースなど必要なアイテムがすべてセットされている。なお、トリガー部、ノズル部、ポットは「トリガーセット」・「ノズルセット」・「ポットセット」としてそれぞれの交換用パーツセットも発売されている（落下防止カバーは「ノズルセット」と「ポットセット」に、倍率設定チップと吸引チューブは「ノズルセット」にそれぞれ同梱する）。
- Kao希釈器 - 設定濃度の希釈液が作れる希釈器。壁取付タイプのKK-2021と蛇口取付タイプのKJ-2005★の2タイプがある。
- 中性洗剤業務用つめかえ容器ポンプタイプ用ホルダー
- パフォーミィ用ホルダー - 「パフォーミィ専用つめかえ容器」とスポンジを一緒に収納可能な専用ホルダー
- ★Kaoフォーマー KF200型 - 圧縮エアーを使用する電源不要タイプの発泡器。
- シェフシリーズ用ホルダー - 「CHEF」ブランドのクッキングペーパー用のホルダー。取付用の両面テープと木ねじ同梱。
- ☆アクシャルニュースター 5kg用ホルダー - 「アクシャルニュースター」シリーズのLS・液体NR・液体プレミアムに使用する小型サイズの液体食器洗浄器用洗浄剤専用ホルダー。
- ☆泡で出てくる便座除菌ディスペンサーA - 「トイレマジックリン 消臭・洗浄スプレー」シリーズを入れて便座除菌クリーナーとして使用する専用ディスペンサー。カートリッジ部は汚れがたまった時や劣化した時に交換可能となっており、交換用カートリッジの「スペアカートリッジ」も発売されている。
- ☆トイレ用掃除シート つめかえ容器 - 「トイレ用掃除シート KT-20M」専用のつめかえ容器。
- Kao BIB用コンテナー - BIB（バッグインボックス）の内袋を格納して使用するコンテナー。商品ラベル4枚と内袋用ねじ込みコック（小）を同梱。
- つめかえ容器専用壁掛けフック - 「業務用つめかえ容器」や「業務用スプレー容器」を壁面設置するための専用フック
- ☆スマッシュ専用つめかえスプレー容器 - 「スマッシュ」専用のつめかえスプレー容器。容量は600ml
- ☆トイレマジックリン 消臭・洗浄スプレー 専用つめかえスプレー容器 - 「トイレマジックリン 消臭・洗浄スプレー」シリーズ（業務用）専用のつめかえスプレー容器。容量は「消臭ストロング」を除く一般用（380ml）よりも多い400mlである。

#### ランドリー用ツール
- ☆アタックZERO業務用 専用つめかえ計量容器 ワンハンドタイプ - 「アタックZERO業務用」専用のつめかえ計量容器。形状は一般用の「アタックZERO ワンハンドタイプ」と同じ。
- 業務用つめかえ計量容器 - キャップが付いた業務用製品用のつめかえ計量容器。「アタックZERO業務用」に使用するグレーのラベルアイコンの超濃縮液体洗たく用洗剤用、「アタック 消臭ストロングジェル業務用」や「液体ビック」シリーズなどに使用するブルーのラベルアイコンの液体洗たく用洗剤用、「Kaoソフター」シリーズなどに使用するライトブルーのラベルアイコンとキャップの衣類用柔軟仕上げ剤用、「ワイドハイターEXパワー」などに使用する黄緑のラベルアイコンとキャップの酸素系液体衣料用漂白剤用の4種類がある。

#### 手洗い用ツール
- C&Cホルダー - 手洗い剤用取付ホルダー。壁に付属のビスで固定する「壁取付けエコタイプ」と、洗面台に直接設置する「洗面台取付けエコタイプ」の2種類がある。
- 花王手洗い用ホルダー アーム取付タイプ　T型 - TOTO製洗面台専用取付ホルダー

- ☆Kao計量ポンプ - 花王製業務用液体洗浄剤専用の計量ポンプ（4.5L又は5L入りボトル用）。付属の計量治具を押し込むことで1回の吐出量の調節が可能。また、押し回数を記したラベルも同梱されている。塩素系や酸性タイプの製品にも使用可能だが、クレンザー類（ホーミング、トイレマジックリン強力クレンザーなど）には使用不可。
- ☆Kao業務用ボトル専用計量キャップ - 紺色の注ぎ口と透明キャップラベルで構成された小分け・計量用キャップ。「Kao計量カップ対応」のマークが入っている製品に使用可能。
- ☆Kao業務用ボトル専用小分けキャップ - 洗剤の小分けに使用する業務用ボトル専用キャップ。
- ★Kaoポンプ5 - 花王製の業務用液体洗浄剤のボトルに取り付けることで1押しにつき約5ml吐出される専用ポンプ。押し回数を記したラベルも同梱されている。塩素系や酸性タイプの製品にも使用可能だが、クレンザー類（ホーミング、トイレマジックリン強力クレンザーなど）には使用不可。
- ★Kaoポンプ25B - 花王製の業務用液体洗浄剤のボトルに取り付けることで一定量計量できる専用ポンプ。付属の計量調整部品を押し込むことで1回の吐出量を調節することができる。また、押し回数を記したラベルも同梱されている。本品は内蔵の金属ばねが腐食して不具合が起こるため、塩素系や酸性タイプの製品には使用不可である。

### 製造終了品

#### 手指洗浄剤
- 月星水石鹸
- 薬用C&C10【医薬部外品】
- 薬用C&C10 フォームアップ【医薬部外品】 - 「薬用C&C10」の泡立ち豊かなタイプ。専用フォーマーを使用すれば最初から泡で出る。無着色。
- 薬用C&C10 泡ハンドウォッシュ【医薬部外品】

#### 食器用洗剤
- キーパー
- ☆ストリーム - 汎用タイプ。以前は一斗缶入りで発売されていたが、廃棄性を考慮し、BIB（バッグインボックス）タイプに変更した。
- ストリームコンク - 6倍濃縮タイプ。つぶせる容器入りは処方改良により「パワーストリームコンク」へ、パウチタイプは「ストリームエコ」へそれぞれ継承。
- ☆ワンダフルコンク - スポンジの除菌ができる4倍濃縮タイプ。
- パワッシュ18
- ★モア - トウモロコシの天然糖類から生まれた洗浄成分AG配合。柑橘系の香り。かつては家庭用も販売されていた。「モアコンパクト」へ継承。

#### 食器洗浄機用洗浄剤
- アクシャルES - 処方改良により「アクシャルES 漂白剤in」へ継承。

#### プラコン用洗浄剤
- ★クリアロンU2【医薬用外劇物】 - 専用自動供給装置にセットして使用するカートリッジ型・有りんタイプ。水酸化ナトリウム50%含有（製造元：広栄化学工業）。
- ★クリアロンUN2【医薬用外劇物】 - 専用自動供給装置にセットして使用するカートリッジ型・無りんタイプ。水酸化ナトリウム40%含有（製造元：広栄化学工業）。

#### 銀食器専用除去剤
- アクシャルシルバーフレッシュC - 特殊研磨剤を配合した銀食器専用洗浄剤。

#### 厨房機器用洗浄剤
- マジックリン - 処方改良により「マジックリン 除菌プラス」へ継承。
- ★月星ステンレスポリッシュ - ステンレス製品の保護・つや出し剤。

#### 除菌洗浄剤
- 床用クリンキーパー - まいて泡立つ粉末タイプの床用。
- ワイドクリンキーパー - 厨房機器・設備からホールまで幅広く使えるタイプ。

#### クッキングペーパー
- 花王キッチンペーパー - 「シェフ キッチンペーパー」（現・CHEF プレミアム）へ改称。

#### ホール・客室清掃用洗浄剤
- 花王ガラスクリーナー - 「ガラスマジックリン」へ改称。
- ガラスマイペット - 「ガラスマジックリン　強力タイプ」へ改称。

#### フロア用清掃用具
- フロアケアシート - 業務用「クイックルワイパー」に装着し、「かんたんマイペット」などでの床の洗剤拭きに使用する専用シート。
- クイックルワイパー ハンディ - 業務用の本体はグリップ&ヘッドセットのみで、専用の「ふわふわキャッチャー」が別途必要になる。

#### 汚物処理用品
- ☆かんたん汚物処理キット - 感染症リスクのある嘔吐物・排泄物などを処理するためのキット。使い捨てのマスク・エプロン・手袋・帽子・靴カバー、水分をすばやく吸収する高吸収シート、組み立て式の紙製ヘラ、計量カップ、回収用のポリ袋、マニュアルが1セットになっている。2021年2月製造終了。なお、前述のとおり「長袖タイプ」は継続発売されている。

#### 消臭剤
- ★Kao消臭スプレー - 消臭成分と除菌剤を配合。「クイックパンチ」の業務用仕様。

#### トイレ用品（レストルームなど）
- スプレートイレクリーナー - 「トイレマジックリン　消臭・洗浄スプレー（ミントの香り）」の業務用仕様。左記商品名に改称。
- ☆トイレクイックル

#### 固形石鹸
- ★わくねり花王石鹸業務用 - 「おふろ用花王石鹸わくねり」の業務用仕様。石鹸本体に「花王石鹸」の刻印は無く、月のマークのみが刻印されている。

#### インバス
- ☆セグレタ - 業務用はシャンプーとコンディショナーが発売されていた。2019年1月に製造・販売を終了。家庭用は継続発売。
- ☆フィエスタ 温泉向けボディウォッシュ - スカムができにくいタイプ。
- リラクジュエル - 真珠エキスを配合したインバスブランド（製造販売元：カネボウ化粧品）。

#### 化粧品
- ☆フィエスタ ウォーターローション - 保湿剤アスナロエキスを配合した化粧水。
- ☆フィエスタ スキンケアローション - 角質層の保護成分配合。
- ☆フィエスタ ヘアトニック
- ☆フィエスタ ヘアリキッド
- ☆フィエスタ フォーメン シェービングソープ - 2021年6月製造終了
- ☆フィエスタ 洗顔・手洗いウォッシュ
- ☆リズミィ フェイスクリア - 液体洗顔料。弱酸性・無着色。
- エロイカ - 男性化粧品。家庭用はカネボウ化粧品より発売（製造販売元：カネボウ化粧品）。
- バルカン - 男性化粧品。家庭用はカネボウ化粧品より発売（製造販売元：カネボウ化粧品）。
- ジェイク - 旅館・ホテル向け男性化粧品。かつては家庭用に旧カネボウコスメットより販売されていた。なお、個人での（家庭用使用を目的とした）購入は原則不可であった（製造販売元：カネボウ化粧品）。
- 花王ディスペンサー - ホテル客室ユニットバス用壁掛け式3連ディスペンサー。当社指定の全身洗浄料、シャンプー、リンスを詰め替えて使用。

#### 排泄ケア
- サニーナ 薬用泡状おしりふき【医薬部外品】 - 「薬用泡サニーナ」の業務用仕様。

#### ホーム用
- 粉末洗剤
  - バイオハーベスト ワンショット - 処方改良により「バイオハーベスト クリアショット」へ継承。
  - バイオハーベスト クリアショット - 処方改良により「バイオハーベスト パワークリアショット」へ継承。
- 糊剤
  - ☆Kaoスーパーワンダースターチ - 2021年7月製造終了。

#### リネン用
- 粉末洗剤

- - ★ランエース ダスコン用無りん

#### 洗濯用品
- ☆(NK)ウルトラアタックNeo 業務用 - 《超濃縮洗たく用洗剤》 業務用は2kg入りでパウチ入りとなる。つめかえ用のため、別売りのつめかえ計量容器（600ml）か、一般用の「ウルトラアタックNeo」の容器につめかえて使用する。「アタックZERO 業務用」へ継承された。
- ビック - 業務用洗濯用合成洗剤（大型洗剤）。蛍光剤配合。
- コンパクトビック - 「アタック」の業務用仕様。一部クリーニング店でも購入可能。処方改良により「ビック　バイオ酵素」へ継承。なお、発売当初より標準使用量は25g/水30Lのままであった。
- ☆ビック バイオ酵素 - 高活性バイオ酵素を配合した粉末洗剤。2.5kg入りのほか、10kg入りも設定されていた（2.5kg入りは一部クリーニング店でも購入可能であった）。2017年4月に製造・販売を終了し、「アタック 業務用」へ継承。
- 鮮やかビック - 食品に直接触れる恐れのあるふきん・ダスター・白衣等の洗濯にも使用可能な無蛍光超コンパクト洗剤。
- ビック 色柄安心漂白剤 - 濃縮ジェルタイプの酸素系漂白剤。ボトルは「ワイドハイター（2000ml）」と同一（一部ホームセンターでも購入可能であった）。
- ☆ワイドハイター - 「ワイドハイター 粉末タイプ」の業務用仕様。長らく旧パッケージのままで販売していたが、2016年6月にパッケージリニューアルした。「ワイドハイターEXパワー 粉末タイプ」へ継承。

#### 浴室用洗剤
- ☆(K)バスマジックリン 除菌消臭プラス 業務用 - 《浴室用洗剤》「バスマジックリン SUPER CLEAN グリーンハーブの香り 業務用」へ継承。

#### リネンサプライ・クリーニング用品
- ランエースP-700 - 酸素性漂白剤配合。
- ★ランエースL-35 - 蛍光増白剤配合液体洗剤。処方改良により「ランエースL-50」へ継承。
- ★ワンダーコンス - 常温の水に溶ける天然糊（コーンスターチ）。
- ☆ネオオリジンM - 基本ソープ。
- ☆ネオオリジンMD - 柔軟成分を配合したカチオン複合ソープ。
- ネオオリジンMH - アニオン複合ソープ。
- ☆オリジンペアー - 前処理剤。

#### 理美容関連品
「プリビナ」・「アドバンス」・「ラビューティ」・「花王粉石鹸（ひげそり用）」は2017年2月に製造・販売を終了。なお、「ラビューティ」はホテル向けアメニティのブランドとして復活することとなる。また、一部の製品はヘアサロン（花王オールクレールサロン）店頭で購入も可能であった。
- プリミナ
  - シャンプー
  - コンディショナー
  - メデュラ ヘアパック
  - ヘアトニック
  - 薬用育毛ヘアトニック【医薬部外品】 - 「サクセス　薬用育毛トニック」のプロ仕様。
  - 薬用育毛トニックEX【医薬部外品】
  - ヘアリキッド
  - ブルージェル - 「サクセス　ブルージェル」のプロ仕様。
  - ヘアスプレー
  - ヘアフォーム
  - ジェルウォーター
  - ヘアミスト
  - アミノスキンクリーム
  - スキンケアローション
  - ウェーブローション【医薬部外品】 - コールドパーマ液。
  - アイロンパーマ【医薬部外品】
  - アイロンパーマコンディショナー
  - エクセレントシェーブ
- アドバンス
  - ヘアトニック
  - 薬用育毛トニック【医薬部外品】 - 「サクセス　薬用育毛トニック」のプロ仕様。
  - ヘアリキッド
  - ブルージェル - 「サクセス　ブルージェル」のプロ仕様。
  - スタイリングジェル ハード
  - スタイリングジェル ウェット
  - スキンケアクリーム
  - スキンケアローション
  - スキンケアクリーム パウダーイン
- ラ・ビューティ
  - ベースフレッシュシャンプー
  - ベースフレッシュトリートメントコンディショナー
  - ベースフレッシュトリートメント エラストケア
  - モイスト&スムースシャンプー
  - モイスト&スムーストリートメント
- D
  - ハーブ&エッセンスシャンプー
  - ハーブ&エッセンスリンス
  - 薬用ハーブ&エッセンス【医薬部外品】
- ピュアフレグランス スカルプローション【医薬部外品】
- サクセス
  - コンディショニングシャンプー - 「サクセス　スカルプケアシャンプー」の業務用仕様。
  - スタイリングリンス
- Kaoシリーズ
  - Kaoオイルシャンプー
  - Kaoクリームリンス
  - Kaoフレッシュシャンプー
  - Kaoフレッシュリンス
  - Kaoコンディショニングシャンプー
  - Kaoコンディショニングリンス
  - Kaoトニックシャンプー
  - 花王プロカットローション - カッティングをスムーズにするための専用ローション
- 汎用品
  - 花王粉石鹸（ひげそり用）
  - 花王シェービングクリーム
  - Kaoスキンケアシェーブ - シェービング剤。大容量サイズのつめかえ用も設定されていた（製造販売元：アリエ）。
  - 花王薬用シェービングジェル フレッシュ【医薬部外品】
  - 花王除菌エタノール液 - 防錆剤配合

#### 病院・介護施設関連品
- 花王11クリンキーパー - 血液残渣洗浄剤
- 花王22クリンキーパー - 安定型塩素剤（ジクロロイソシアヌル酸塩）
- 花王ソフティ
  - ハンドクリーン【指定医薬部外品】 - アルコールと塩化ベンゼルコニウムを配合した殺菌・消毒・清浄剤。独自の保湿成分「セラミドEX」も配合。処方改良に伴い、「ソフティ ハンドクリーン 手指消毒液」へ継承。
  - ハンドクリーンジェル【医薬部外品】 - 殺菌成分IPMP（イソプロピルメチルフェノール）とエタノール（溶剤）、保湿成分を配合。処方改良に伴い、「ソフティ ハンドクリーン 手指消毒ジェル」へ継承。
  - 薬用泡ハンドウォッシュ【医薬部外品】 - 泡で出てくるハンドソープ。処方改良に伴い、「薬用泡ハンドウォッシュ モイスト」へ継承。
  - 薬用泡ハンドウォッシュ モイスト【医薬部外品】 - うるおうタイプの泡で出てくるハンドソープ。
  - 上がり湯ローションPlus - 濃縮タイプのボディローション。処方改良により、「浴用化粧料 肌ケア」へ継承。
- 花王 温熱医療用具【一般医療機器】 - 「めぐりズム 蒸気温熱パワー 腰用ワイドシート」の業務用（柔道整復用）仕様。（専用ベルトは雑貨）

#### フロアケア
- プロワン（新CI導入に伴い、「花王プロワン」から改名）
  - ☆プロワン Newブリリアント - ドライメンテナンス方式向け樹脂仕上げ剤。
  - ☆プロワン Newストロング - ウェットメンテナンス方式向け樹脂仕上げ剤。
  - ☆プロワン Newハクリ剤5 - ノンリンスタイプのワックス剥離剤。
  - ☆プロワン Newフロアクリーナー - ワックスを傷めにくく、表面の汚れだけを落とす洗浄剤。

#### その他業務用洗浄剤
- プリンク【動物用医薬部外品】 - 愛犬用シャンプー

#### 容器・ツール
- ★壁取付希釈器 KK-2205 - 水道水の水圧を利用した洗浄剤の希釈器で、壁に取り付けて使用するタイプ。後継機種のKK-2021の発売に伴い、製造終了。

## 産業用化学製品
- 農業化学品 - 農業化学品は一部を除き丸和バイオケミカルが販売している。
  - パフォーム（肥料）
    - パフォームソイル【肥料】
    - パフォームリーフ【肥料】
    - パフォームCa（機能性Ca補給剤）

  - アジュバント（機能性展着剤）【農薬】
    - アプローチBI - 農薬の粒子を細かくし、浸達性を高める作用がある。作物体のクチクラワックス層を侵食しないので、本剤そのものに薬害が無い。一部ホームセンター等で購入も可能。
    - スカッシュ - 農薬の粒子は細かくしない代わりに作物体のクチクラワックス層を柔らかくし、農薬の浸達性を高める薬理。食品添加物（ソルビタン脂肪酸エステル・ポリオキシエチレン樹脂酸エステル）だけでできている。後者の作用により固着性も高く、結果的に農薬の総使用量を減らせる。
    - サーファクタントWK30（除草剤専用） - 雑草のクチクラワックス層を溶かして除草剤を浸透させる除草剤専用非イオン系機能性展着剤。左記理由により、除草剤（パラコート、ジクワット等）専用である。
    - サプライ（除草剤専用） - 販売はOATアグリオから。かつては塩野義製薬が販売していた。
    - ニーズ - クミアイ化学工業より系統 (JA) ルートのみの販売。
    - サットカット（殺ダニ剤専用）

  - PAT（切花用活性化剤） - かつては「はっぴい工房」の製品であったが、現在は産業用化学製品扱いである。消費者向けには、丸和バイオケミカルよりホームセンター等で販売。